# Siria
Siria (en árabe: سوريا/سورية‎, romanizado: Sūriyā/Sūriya, Sūriyāⓘ), oficialmente República Árabe Siria (en árabe: الجمهورية العربية السورية‎, romanizado: al-Jumhūriyya al-ʿArabiyya as-Sūriyya), es un país soberano del Oriente Próximo, bañado por la costa levantina mediterránea, en guerra civil desde marzo de 2011. Comparte fronteras con Turquía por el norte, con Irak por el este, con Israel y Jordania al sur, y con Líbano y el mar Mediterráneo por el oeste, pudiéndose ver desde sus costas a lo lejos la isla de Chipre. Siria es miembro de la Organización de las Naciones Unidas desde su fundación.
Siria tiene una población de 23,2 millones de habitantes, la mayoría de los cuales hablan árabe y profesan la religión islámica, siendo el suní el grupo mayoritario. Entre los musulmanes no sunnitas en Siria están los alauitas y chiitas. Además, de comunidades que profesan el cristianismo oriental, existen minorías de las etnias asiria, armenia, turca y kurda junto a miles de refugiados palestinos.
A lo largo de la historia, Siria estuvo ocupada y gobernada por diferentes imperios,  los egipcios, hititas, sumerios, mitani, asirios, babilonios, cananeos, fenicios, arameos, amorreos, persas, griegos y romanos.
Después de la Primera Guerra Mundial, el Estado moderno sirio emergió como un mandato francés y representó el Estado árabe más grande que emergía del Levante tras el fin del dominio otomano. El 24 de octubre de 1945 obtuvo su independencia y se convirtió en una república parlamentaria, aunque las tropas francesas no se retiraron del todo hasta abril de 1946. Los siguientes años fueron muy tumultuosos, con consecutivos golpes de Estado e intentos de golpes fallidos entre 1949 y 1963. Entre 1958 y 1961 el país formó con Egipto la República Árabe Unida, pero su existencia efímera terminó con el un golpe de Estado en 1961. Después de un referéndum constitucional, se constituyó la República Árabe Siria, aunque hasta el golpe de 1963 el país se mantuvo en la inestabilidad. Desde el 8 de marzo de 1963 hasta el 17 de marzo de 2011, el Partido Baaz Árabe Socialista gobernó el país bajo un estado de emergencia. Desde 1970, la presidencia fue ejercida por miembros de la familia Ásad: primero, por el general Háfez al-Ásad, entre 1970 hasta 2000; y, más tarde, por su hijo Bashar, que gobernó hasta 2024, aunque en guerra civil desde 2011.
En diciembre de 2024, tras una ofensiva en el noroeste, las fuerzas opositoras tomaron Damasco, Bashar al-Ásad y su familia se exiliaron en Rusia y el régimen baazista colapsó. El hasta entonces primer ministro, Mohamed Ghazi al-Jalali, traspasó el poder a un gobierno provisional liderado por Mohamed al-Bashir, según convino con los islamistas del grupo insurgente más poderoso. No obstante, la oposición al gobierno derrocado es diversa y el territorio de Siria, tal y como es reconocido por la comunidad internacional, se encuentra fragmentado bajo el control de diferentes facciones, que incluyen a kurdos y grupos apoyados por Turquía, entre otros.

## Etimología
El origen del nombre «Siria» no está concluyentemente definido. Podría provenir del griego antiguo y designar originalmente la tierra de Aram, pero Heródoto lo veía como una forma abreviada de Asiria, mientras que los historiadores modernos lo remontan a varios nombres locales. Aparece por primera vez en griego y no tiene antecedentes identificables, ni en forma ni en contenido, en textos prehelenísticos. Bien establecido en el uso romano y bizantino oficial, desapareció en el siglo VII con la conquista musulmana, pero continuó siendo utilizado en Europa. En el mundo árabe-musulmán, la región anteriormente llamada «Siria» se llamaba Sham (شام‎) que también era la de su capital, Damasco.
El nombre «Siria», en árabe سوريا, era desconocido hasta la segunda mitad del siglo XIX cuando resurgió bajo la influencia europea. En 1865, se convirtió en el nombre oficial de una provincia: el valiato de Damasco. Fue después del establecimiento del mandato francés, en 1920, cuando pasó a designar al actual Estado sirio.

## Historia

### Prehistoria siria
La revolución del neolítico (10 000 a. C.) abarcó toda la región que se extiende desde el valle del Nilo y el Mediterráneo oriental, incluyendo Siria e Irak, hasta la meseta iraní y el valle del Indo. También incluyó cadenas de poblaciones campesinas florecientes en las llanuras boscosas del norte de Europa. En esta extensa región había una gran variedad de culturas integradas en la «Media luna fértil», región histórica que se correspondía con parte de los territorios del Levante mediterráneo, Mesopotamia y Persia.

### Antes de la independencia

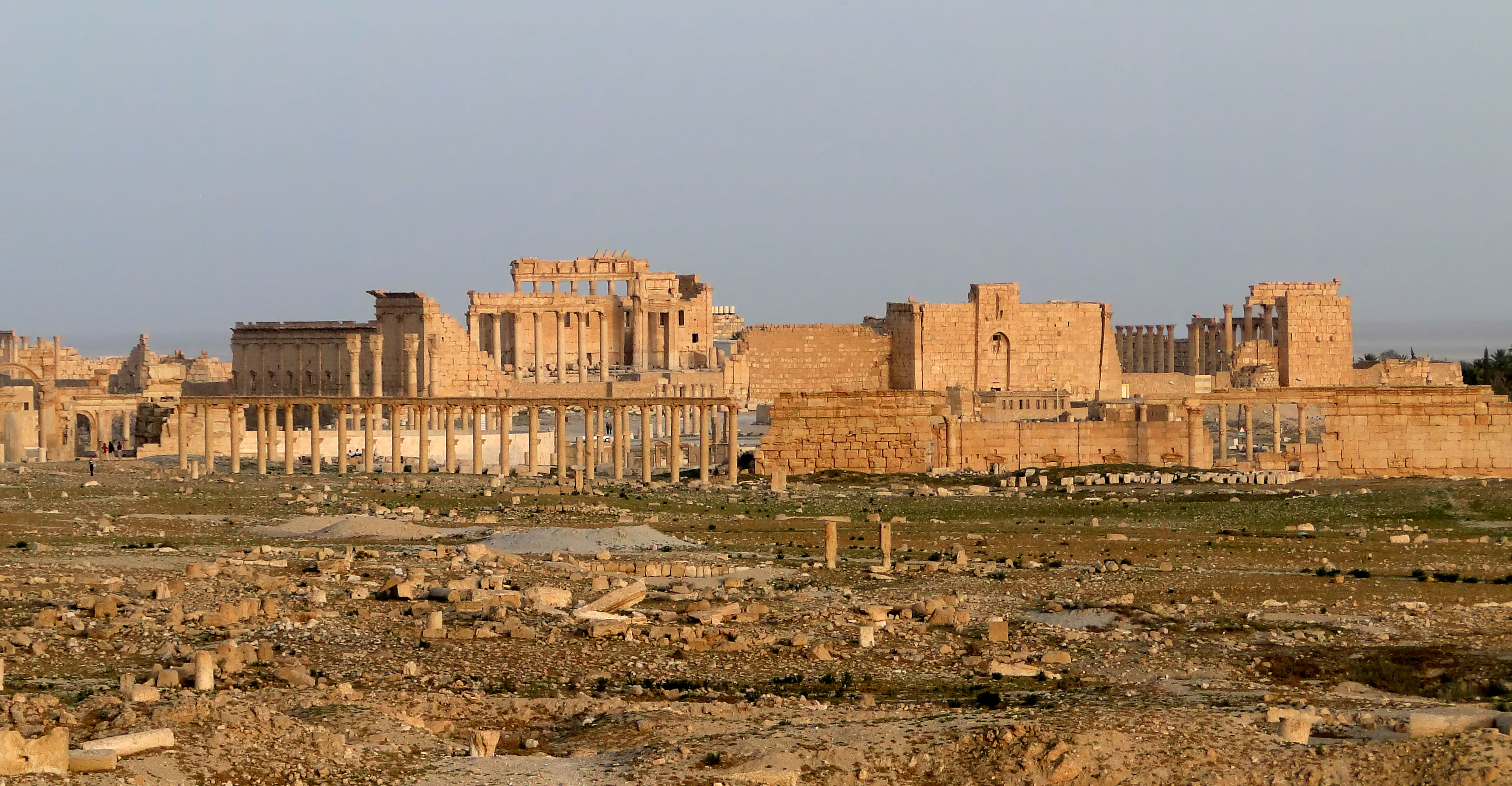
Ruinas de la antigua ciudad de Palmira

Hacia el año 2000 a. C., Siria formaba parte del Aram.[cita requerida] Estuvo sometida a Egipto desde casi el 1530 a. C. hasta el 1250 a. C. El Aram-Damasco fue un estado arameo establecido alrededor de su capital, Damasco, en Siria, desde finales del siglo XII a. C. al 732 a. C. En el suroeste asiático en la antigua Mesopotamia, en el valle del río Tigris, se ubicó la civilización asiria, hacia el 1350 a. C.; en el siglo VIII a. C., Asiria sometió todo el país, que pasó a Babilonia en el siglo VII a. C. Persia se la anexionó en el 538 a. C., reteniéndola hasta que se apoderó de ella Alejandro Magno, 200 años después. La región constituyó la provincia romana de Siria entre los años 64 a. C. y 634 d. C., cuando fue conquistada durante la Expansión musulmana. En la segunda mitad del siglo XI, después de haber sido tomada por los sarracenos, fue ocupada por los selyúcidas, y en 1516 por los turcos otomanos, que la retuvieron hasta 1833, en que fue conquistada por Mehmet Alí, quien la devolvió a los turcos en 1840.

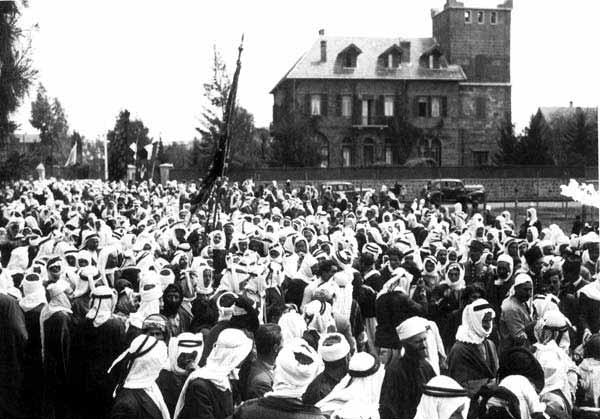
Levantamiento en As Suwayda en 1925 durante la Gran Revolución Siria de la mano de Sultan Pasha al-Atrash

Los turcos siguieron siendo dueños de Siria hasta ser expulsados de ella por los británicos, en 1918. Francia, desde que intervino en el Líbano, había mantenido sus reivindicaciones políticas sobre Siria, y su posición especial fue reconocida en el acuerdo anglofrancés de 1916. Según esto, los ingleses abandonaron aquel país, y el Supremo Consejo de los aliados dio a Francia el mandato sobre el mismo. En 1928, la Asamblea Constituyente redactó una constitución; pero esta no obtuvo la aprobación de Francia, la cual en 1929 disolvió la Asamblea. En mayo de 1930 se aprobó una nueva Constitución. En junio de 1932, Muhammah Alí Bey el Abed era elegido presidente de la república. En tratados firmados a finales de 1936, Francia prometió la independencia total de Siria, en un plazo de tres años. En 1938, Siria se vio precisada a ceder el sanyak de Alejandreta (en turco Iskenderun) a Turquía. Tras el colapso de Francia, Siria se mantuvo fiel al Gobierno de Vichy.

### De la independencia al gobierno de Ásad

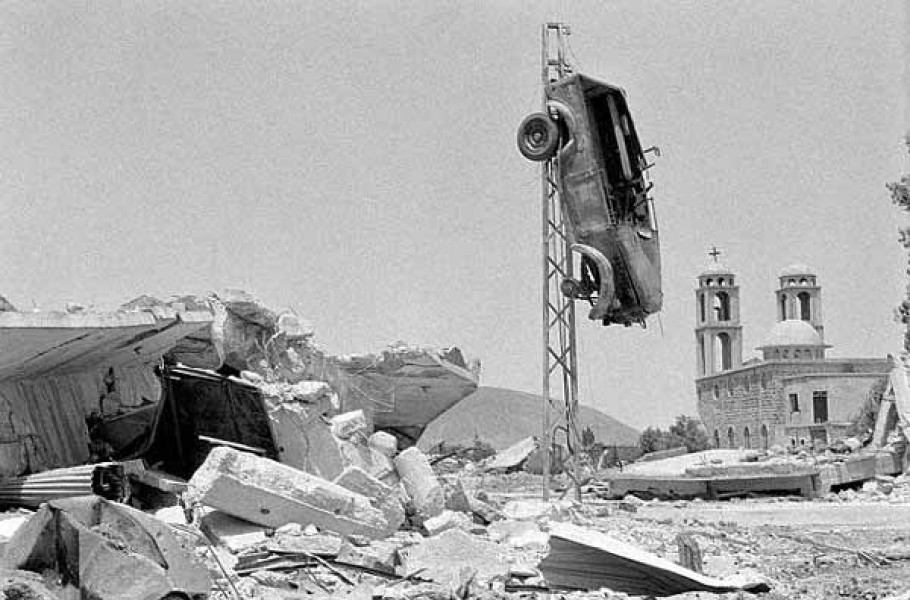
Destrucción en la ciudad de Quneitra, en los Altos del Golán, en junio de 1974 tras la retirada israelí al final de la guerra de Yom Kipur.

En junio de 1941, fuerzas británicas, australianas y de franceses libres atacaron desde Irak y, tras una breve campaña, rompieron la resistencia de las tropas galas que dirigía el general Dentz y ocuparon el país. Tras ello, anunciaron solemnemente la concesión de la independencia. Reconocida por las Naciones Unidas, la independencia de Siria como Estado soberano en 1944, los franceses la evacuaron en 1946. En los primeros años después de la proclamación de la independencia, la política interior del país fue muy complicada, con numerosos cambios de gobiernos y la redacción de distintas constituciones. Además, el país participó en 1948 en los ataques lanzados contra el naciente Estado de Israel en la primera guerra árabe israelí, que supuso la victoria del Estado de Israel frente a la coalición árabe de Siria, Egipto, Jordania y Líbano.
En marzo de 1949, el jefe de Estado Mayor del Ejército Árabe Sirio en aquel momento, Husni al-Za'im dirigió un golpe de Estado en el país, siendo el primer alzamiento militar desde su independencia. El 14 de agosto de 1949, Husni Zaim, fue asesinado. Se formó un nuevo ministerio durante la presidencia de Hachem el-Atassi, que tuvo como jefe del ejército a Sami el-Hinnani, que dirigió la revolución contra Zaim. El 19 de diciembre del mismo año, una segunda revolución alentada por el coronel Adib Chichakli y promovida cuando la Asamblea Nacional estaba a punto de tratar la unidad de los países árabes y de la íntima colaboración con Irak, apartó de sus puestos de mando a Sami el-Hinnani y otros jefes políticos. Como consecuencia de nuevos golpes militares (1951 y 1952), el coronel Adib Chichakli asumió todos los poderes.
En febrero de 1954, un golpe militar dado por el coronel Mustafá Hamdum obligó al jefe del Estado Chichakli a dimitir y a refugiarse en Arabia Saudí. Los sublevados reconocieron como presidente de Siria al político Hachem al-Atassi, que estaba desterrado. En octubre del mismo año, se celebraron elecciones parlamentarias. El gobierno de Siria celebra con el Líbano conversaciones políticas y financieras para fijar la unión económica entre los dos países.
En 1955, la política siria experimentó un cambio muy profundo; Chukri el-Kuatli, que había vivido exiliado de Egipto y compartía las ideas de Gamal Abdel Nasser, fue elegido presidente de la República. Entre 1958 y 1961, Egipto y Siria formaron la República Árabe Unida (RAU). El-Kuatli y Nasser coincidían en su oposición a todo proyecto de federación expansiva propugnada desde Bagdad por Nuri es-Said, así como la adhesión a los pactos defensivos anglosajones. Dicha política encontró aprobación y apoyo en la Unión Soviética y suscitó, en cambio, serios recelos en Turquía e Irak. De la URSS, llegaron abundantes cargamentos de armas a Siria, cuyo presidente visitó Moscú. El golpe militar de 1961 acabó en la disolución de la unión con Egipto, restableciéndose la República Árabe de Siria.
Los siguientes años fueron muy convulsos en el país, con numerosos cambios de gobiernos y golpes de estado. En 1963 se produjo un golpe de Estado que llevó al poder al Partido Árabe Socialista Baaz, que supuso el inicio de la era baazista en Siria. Tres años más tardes, miembro del propio partido baazista realizaron un golpe de Estado que derrocó a Amin al-Hafiz. El nuevo gobierno, al mando de Salah Jadid, realizó numerosas nacionalizaciones y una reforma agraria lo que le dio el apoyo de los pequeños campesinos, aunque supuso el descontento de la burguesía mercantil. Además, se realizó la presa de Tabqa con ayuda de la Unión Soviética. En 1967, durante la guerra de los Seis Días, Israel invadió parte de Siria capturando y ocupando los Altos del Golán.

### Dictadura de la familia al-Ásad

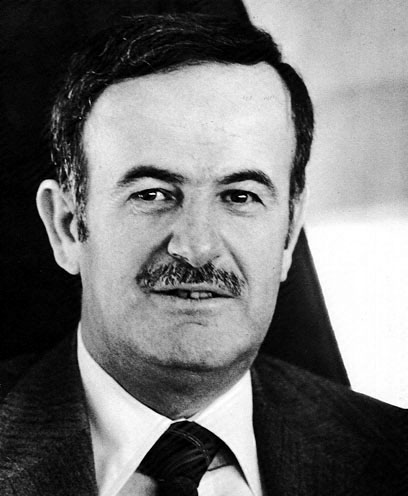
Hafez al-Assad, quien controló Siria desde 1971 hasta su muerte en el año 2000.

El 13 de noviembre de 1970, Háfez al-Ásad tomó el poder mediante un golpe de Estado que llevó al gobierno al Partido Baaz Árabe Socialista. El gobierno de Háfez al-Ásad hizo mucho hincapié en el movimiento nacionalista sirio, alejándose de la ideología promulgada por Salah Jadid, además de intentar liberalizar la economía para ganarse el apoyo de la burguesía, que había sido muy afectada por las nacionalizaciones previas. En 1973 se aprobó una nueva constitución que consagraba al partido Baath como «líder de la sociedad y del Estado» en el país. En ese mismo año, Siria y Egipto forman una coalición para luchar contra Israel en la llamada guerra de Yom Kipur, por el cual el país intentó recuperar los Altos del Golán.
Desde 1976 hasta 1982, se produjeron en Siria una serie de insurgencias de carácter islamistas con el objetivo de instaurar una República de corte islámico en el país, derrocando al gobierno baazista. Las revueltas fueron provocadas por islamistas de corte suní en origen, y posteriormente por los Hermanos Musulmanes, contando con una dura represión por parte del gobierno de al-Assad. A partir del año 1980, las revueltas se endurecieron y se extendieron por todo el país, alcanzando su máximo apogeo en 1982 en la ciudad de Hama, donde los islamistas tomaron el poder del control de la ciudad, matando a 70 líderes baazistas. Esta acción trajo una dura represión y persecución por parte del ejército oficialista, lo que llevó a la Masacre de Hama, por las cuales se produjeron varios miles de muertos y se puso fin a la represión islamista en el país, suponiendo la desaparición de los Hermanos Musulmanes.
Tras el fin de la guerra fría, Siria intentó realizar negociaciones de paz con Israel a cambio de la devolución de los territorios ocupados de los Altos del Golán, lo que terminó fracasando tras las negociaciones de Ginebra del año 2000.
Al-Ásad gobernó durante casi 30 años y a su muerte, el 10 de junio de 2000, fue sucedido por su hijo Bashar al-Ásad, en un referéndum convocado al efecto, con un resultado del 94,6 % de participación y del 97,3 % a favor. Durante sus primeros años de gobierno, Bashar al-Ásad intentó realizar una serie de cambios en el país, promulgando leyes que favorecían las inversiones en el país y el desarrollo del sistema bancario. Además, liberó a cientos de presos políticos como comunistas o islamistas de los Hermanos Musulmanes. 
Por sus relaciones con Irán y Hezbolá, Siria fue nombrada por los Estados Unidos como miembro del denominado Eje del Mal.

### Guerra civil siria

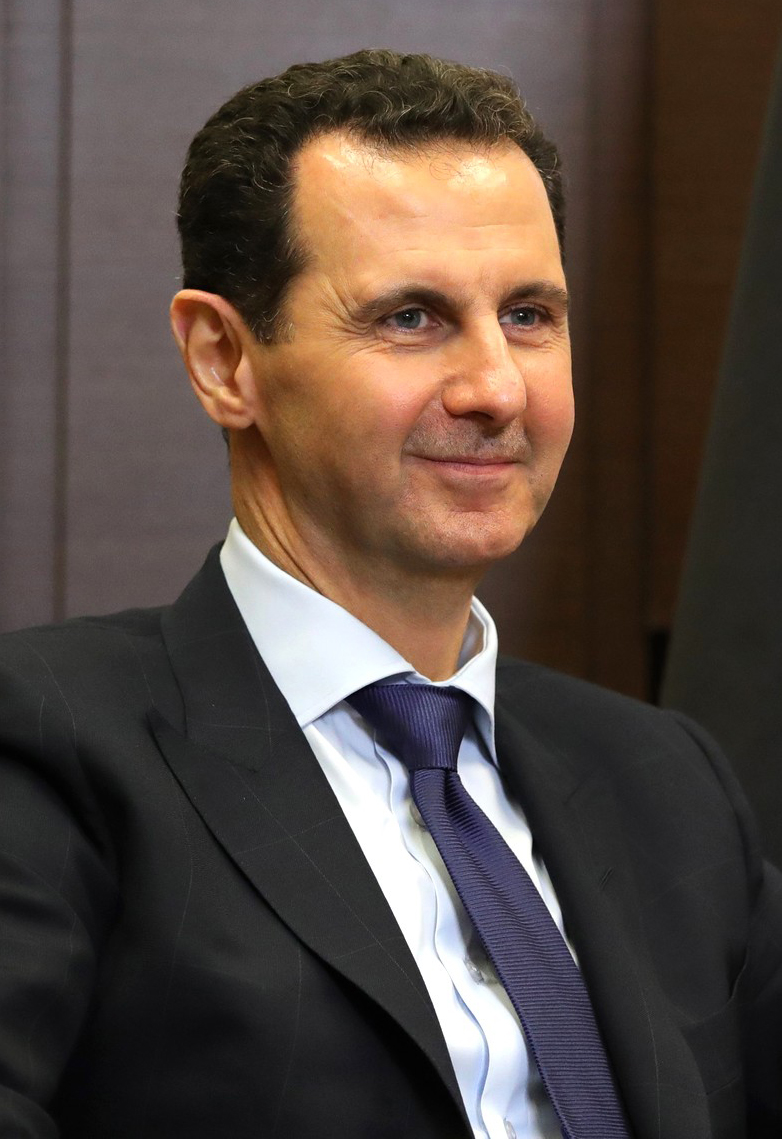
Bashar al-Ásad, heredo el cargo de presidente de su padre Hafez y gobernó Siria desde el año 2000 hasta su derrocamiento en 2024.

En diciembre de 2010, la Revolución de los Jazmines en Túnez marcó el inicio de la Primavera Árabe. El levantamiento exitoso de los tunecinos inspiró una inestabilidad similar en los países a lo largo del norte de África y Oriente Próximo que, como Túnez, experimentaban un desempleo elevado, corrupción y represión política de parte de sus presidentes.

#### De la insurgencia a la guerra civil
La detención de una veintena de jóvenes que habían realizado unas pintadas contra Al-Asad en un edificio de la ciudad de Daraa en el mes de febrero de 2011, fue el inicio de las protestas civiles en Siria. La dura represión ejercita por el régimen a los jóvenes, hizo que se iniciaran una oleada de protestas en toda Siria exigiendo la liberación de los mismos, así como otras reformas democráticas. Sin embargo, las protestas pacíficas se fueron tornando violentas con la quema de edificios y el enfrentamiento entre la policía y los manifestantes, lo que causó las primeras víctimas civiles. Para el mes de abril de 2011, Bashar al-Ásad había ordenado la salida de tanques a la calle y el uso de artillería contra los insurgentes, lo que supuso la creación de los primeros grupos armados, formados por civiles y desertores del ejército en el mes de julio. El 31 de julio de 2011, el ejército sirio mató a más de 140 insurgentes en la ciudad de Hama, en la llamada Masacre del Ramadán.
El 23 de agosto se crea en Turquía el Consejo Nacional Sirio, un grupo que intentó organizar la oposición al régimen, siendo el Ejército Libre de Siria (ELS) su brazo armado. Ya a finales de septiembre, la lucha entre el Ejército Sirio y el ELS se intensificó en distintas partes del país, como en la batalla de Rastán, ciudad que fue tomada durante 4 días por los rebeldes. Para el mes de octubre el Ejército Libre de Siria comenzó a recibir apoyo de Turquía.  En noviembre el enfrentamiento se intensificó en la ciudad de Homs, importante bastión de los insurgentes, y en los suburbios de Damasco. El uso de artillería pesada en los primeros meses de 2012 llevó al ejército a recuperar numerosas zonas que habían sido controladas por los rebeldes en distintas ciudades del país. En abril de 2012 se alcanzó un alto al fuego instado por la ONU y la Liga árabe que fue roto en multitud de ocasiones.

#### Escalada bélica
Tras el fin del alto al fuego, la lucha se acrecentó y el conflicto civil se tornó en guerra. En mayo de 2012 se produjo la Masacre de Hula, en el norte del país, en el que 165 rebeldes murieron a manos del ataque de las tropas sirias.Los combates se intensificaron en otras zonas del país como en la batalla de Al-Haffah o las aldeas de Latakia.

Situación de la guerra civil siria en agosto de 2012. En rojo el territorio controlado por el gobierno, en verde por los rebeldes y en amarillo el controlado por los kurdos.

El 12 de junio de 2012, la ONU proclamó oficialmente que Siria se encontraba en estado de guerra civil. Los rebeldes comenzaron a controlar distintas ciudades como Al Quseir o la ciudad de Saraqeb, y los combates se trasladaron a Damasco y posteriormente a Alepo, que se convirtió en un gran bastión rebelde. Para septiembre de 2012, los rebeldes habían controlado el paso fronterizo de la Gobernación de Al-Raqa con Turquía, lo que llevó a los kurdos a movilizarse ante el temor de ser afectados por el conflicto, produciéndose los primeros enfrentamientos de las milicias kurdas en Qestel Cendo, cerca de la frontera turca, y en los barrios de mayorías kurdas en Alepo. Esto supuso la entrada de un nuevo agente beligerante en el conflicto.
A finales de 2012, los rebeldes habían controlado nuevos territorio como Maarat al-Numan, Duma o distintas bases militares del ejército sirio, lo que les llevó a tomar numeroso arsenal armamentístico. Los combates se trasladaron al norte de Siria, donde el ELS controló un amplio territorio, así como en los suburbios de Damasco, con luchas por el control de los campos de refugiados de Yarmouk. 
En enero de 2013, después de que el enviado por las Naciones Unidas y la Liga Árabe, Lakhdar Brahimi, dijera que Bashar al-Ásad no debía participar en un gobierno de transición, Walid Mualem, ministro de exteriores sirio, llamó a los grupos de la oposición a juntarse con un nuevo gabinete bajo al-Ásad, pero solo si «rechazan la intervención extranjera».

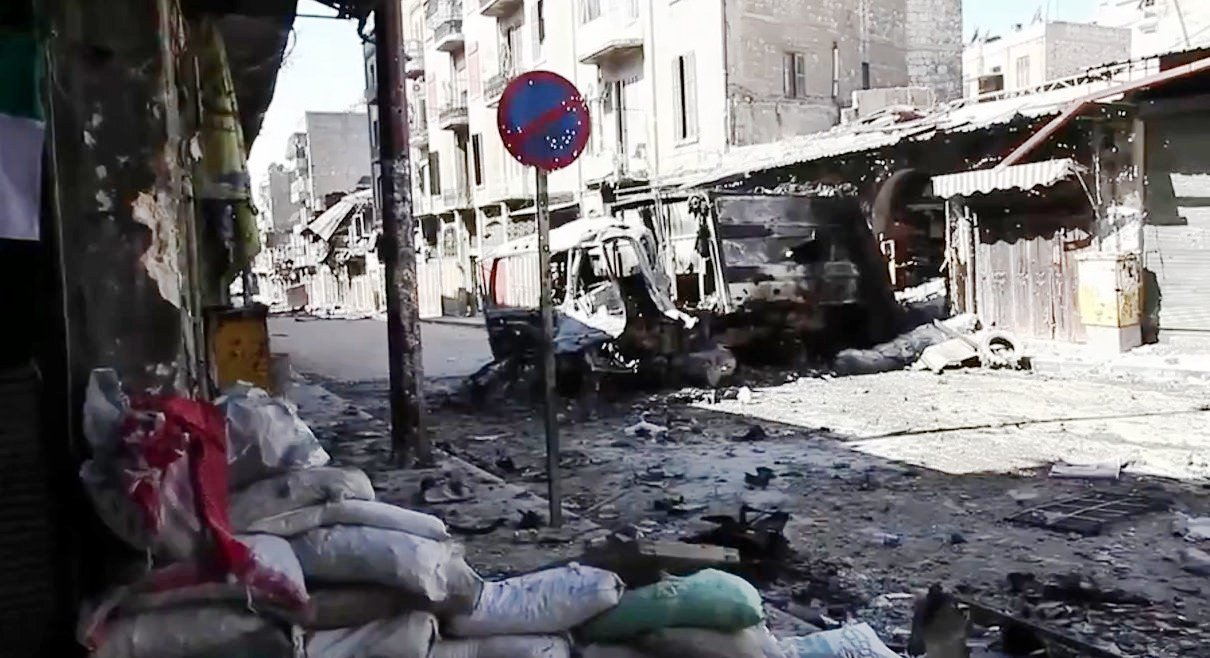
Vehículos bombardeados en Alepo

Durante el levantamiento, el gobierno sirio ha tildado a la oposición de revolucionarios que tratan de desestabilizar al país. Los líderes de la oposición dicen que solo es la justificación para los ataques del régimen. Estados Unidos y muchos de sus aliados occidentales han impuesto sanciones económicas contra Siria, condenaron a al-Ásad y exigieron que abandonara el poder. Sin embargo, no han persuadido al Consejo de Seguridad de la ONU a que haga lo mismo. China y Rusia, dos de los socios comerciales de Siria, vetaron varias de las resoluciones propuestas respecto a Siria. 
La primera mitad del año 2013 supuso la aparición en escena del Frente al-Nusra, filial de Al-Qaeda en Siria, quienes controlaron zonas de la Gobernación de Idlib, así como ciudades de Al-Hasakah cercanas a Irak. Por su parte, los rebeldes se hicieron con el control de la ciudad de Raqa, la primera capital de provincia que perdió el gobierno de Assad, además de la presa de Tabqa, la más grande e importante de Siria, siendo una fuente clave de energía. Las fuerzas kurdas de las Unidades de Protección Popular (YPG) consiguieron el control de campos petrolíferos y distintas ciudades del norte del país. A su vez, el ejército sirio logró recuperar parte de territorio gracias a la intervención y el apoyo de Hezbolá desde Líbano. Aprovechando la inestabilidad en el territorio y la falta de un agente controlador claro, el grupo terrorista Estado Islámico se adentró en territorio sirio desde Irak.

Un ataque químico mortal en Guta en agosto de 2013 provocó la muerte de cientos de personas a causa del uso del gas sarín. Dicha acción casi provoca una intervención militar por parte de los países occidentales, pero una controvertida respuesta diplomática con Rusia dirigió la destrucción de las armas químicas, pero la guerra continuó. Para finales de 2013, los kurdos controlaban Ras al-Ain y el cruce de Yarubiya, el Estado Islámico había conseguido invadir Azaz, mientras que la ciudad cristiana de Malula había sido capturada por el Frente al-Nusra y posteriormente por el Ejército Libre de Siria. Además, en la gobernación de Alepo, la matanza de kurdos había provocado una importante migración a la ciudad de Afrin. 

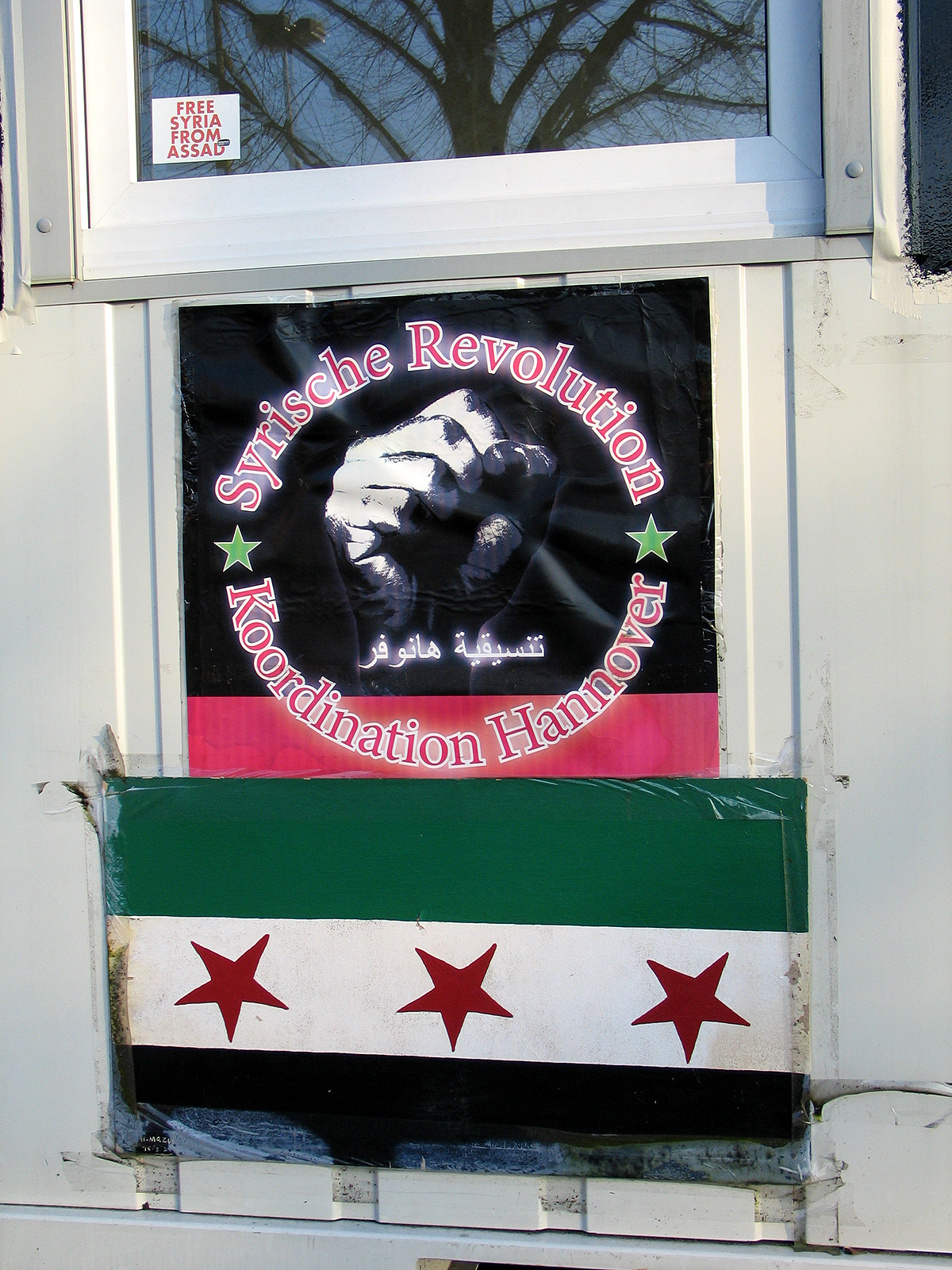
«Bandera de la independencia», símbolo de la oposición al gobierno baazista.

Posteriormente tuvieron lugar dos encuentros entre la oposición (el Consejo Nacional Sirio) y el gobierno sirio en Ginebra con la esperanza de poner fin a la guerra. En 2014, al-Ásad se postuló por tercera vez para la presidencia, en medio de un sangriento enfrentamiento para que deje el cargo. Se han comprobado torturas, asesinatos, fusilamientos, violaciones y saqueos perpetrados tanto por el bando gubernamental de Bashar al-Ásad como por el bando rebelde apoyado por Estados Unidos y Arabia Saudí, llegando a ser estos crímenes de una violencia extrema, sobre todo desde la entrada en escena del Estado Islámico.
En 2014, y ante la presión del Estado Islámico, Siria acercaría posturas con Estados Unidos.

#### Guerra contra el Estado Islámico
El avance del integrista Estado Islámico de Irak y el Levante (Dáesh) por amplias zonas del norte de Irak durante 2014 provocó la huida de unas 50 000 personas desde las montañas de Sinyar hacia las regiones autónomas kurdas y hacia Siria. Fue tras la retirada de las tropas de Estados Unidos tras la guerra en Irak cuando esta facción integrista creció en número de militantes hasta unos 2500, y con ese salto se animó a entrar en la guerra civil siria.
El 29 de junio de 2014, la organización pasaba a llamarse Estado Islámico en las zonas ocupadas de Siria e Irak, asumiendo Al Baghadi el mando. El rumbo de la guerra dio un fuerte viraje puesto que Siria tiene que recurrir al poderío de sus rivales para defender su territorio.Siria abrió así la puerta a bombardeos de los Estados Unidos contra el Estado islámico. Desde el 23 de septiembre de 2014, la aviación norteamericana bombardea las posiciones terroristas con ayuda de la marina y los aviones de guerra incorporados a la coalición internacional contra Estado Islámico.

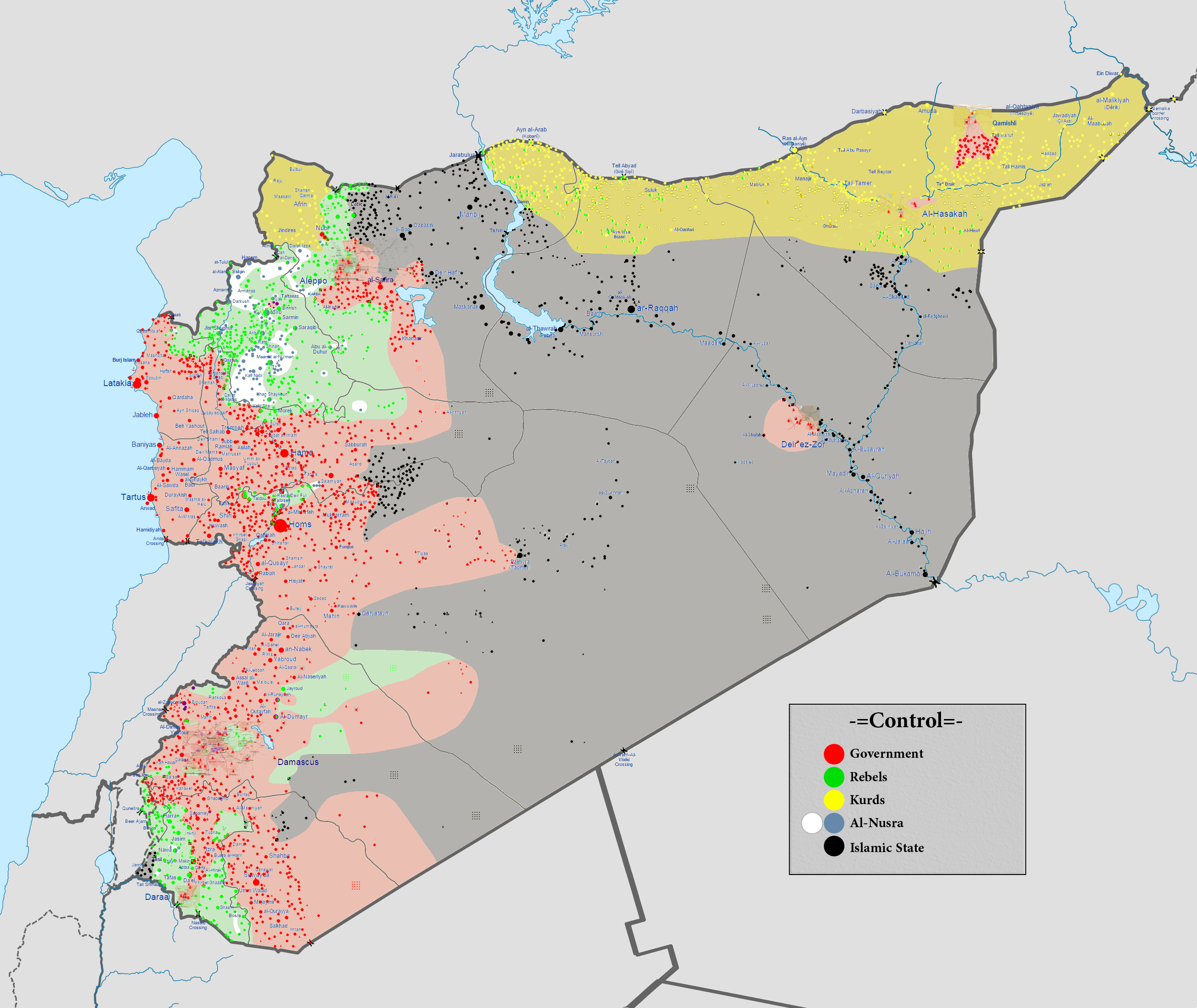
Situación de la Guerra Civil en diciembre de 2015. En rojo el territorio controlado por las Fuerzas Armadas Sirias (oficiales), en verde el ocupado por los rebeldes de la oposición, en amarillo por las milicias kurdas, en blanco por el Frente Al-Nusra y en gris por el Estado Islámico.

En 2015, a petición del gobierno sirio, Rusia intervino en el conflicto con ayuda militar y el envío de mercenarios como los de Grupo Wagner. Además, en noviembre de ese mismo año, tras los atentados de París, el ejército francés comenzó a atacar posesiones del Estado Islámico en Siria. Para 2015, millones de sirios habían abandonado el país a causa de la guerra civil y el avance del Estado Islámico, que forzaba a la huida de las ciudades a aquellos que no querían vivir bajo la ley de la Sharia. Casi dos millones de sirios habían alcanzado Turquía, 1 300 000 se habían trasladado a Líbano y alrededor de otro millón de desplazados habían alcanzado países como Jordania, Irak o Egipto.
Para comienzos de 2016, las Fuerzas Armadas Sirias lograron realizar grandes avances en el norte del país gracias a la ayuda militar externa de Rusia, Irán y Hezbolá, como la captura de Palmira, que había estado controlada por el Daesh durante diez meses. En el mes de agosto, Turquía lanzó la operación Escudo del Éufrates, que supuso la invasión militar del norte de Siria con el objetivo de frenar la unificación de los territorios ocupados por los kurdos en la frontera turca. En diciembre de 2016, la ciudad de Alepo fue recuperada por el ejército de Siria tras más de cuatro años de batallas en las que se habían enfrentado las fuerzas oficiales de las Fuerzas Armadas Sirias junto a Irán y Hezbolá contras los grupos rebeldes del Ejército Libre de Siria, el Frente Islámico, el Ejército de la Conquista o al antiguo Frente Al Nusra. La batalla de Alepo es considerada la más sangrienta e importante de la guerra civil de Siria.
En 2017, la ciudad de Al Raqa es arrebatada al Estado Islámico, quien la había controlado durante cuatro años, tras una campaña que duraría 11 meses por parte de las Fuerzas Democráticas Sirias, coalición kurda, armenia y árabe. El 13 de noviembre de 2017 se realizó un ataque aéreo en un pueblo de Aleppo, teniendo como resultado más de 50 muertos y más de 90 heridos, se desconoce el autor del incidente, medios presumen que puede ser el gobierno sirio o ruso. El 6 de diciembre de 2017, Rusia anunció la derrota total de los terroristas de Dáesh en Siria.

#### La guerra tras el fin del Estado Islámico
En 2018, Turquía intervino en el norte de siria contra las posiciones de las FDS, capturando la ciudad de Afrin y obligando a más de 200 mil kurdos a abandonar la ciudad, además de destruir símbolos kurdos. Esta operación permitió crear un corredor terrestre desde Turquía hasta la Gobernación de Idlib, bastión controlado por Hayat Tahrir al-Sham (HTS), una coalición que integraba al antiguo Frente Al-Nusra. Desde febrero a abril, se llevó a cabo la Operación Acero de Damasco, en el que el Ejército oficialista recuperó la zona de Guta, cercana a la capital, donde se habían vivido importantes combates desde 2013. Tras el fin de los combates los rebeldes rendidos fueron trasladados forzosamente a la Gobernación de Idlib, controlado por HTS.
El 7 de abril de 2018 se informó de un presunto ataque químico por parte del Ejército Sirio contra la ciudad de Duma, donde murieron 70 personas a causa de la explosión de cloro y gas sarín, algo que el gobierno sirio negó. Como respuesta a este ataque, el 14 de abril, Estados Unidos, con apoyo de Reino Unido y Francia, bombardeó el Centro de investigación científica en Barzeh en la capital de Siria, provocando muertes de inocentes. En septiembre de 2018, Turquía y Rusia acordaron la creación de una zona desmilitarizada que protegía a la Gobernación de Idlib, de mayoría rebelde, del territorio controlado por el Ejército Nacional Sirio, con el objetivo de evitar una crisis humanitaria.
En 2019 se produjo una ofensiva turca en el norte de Siria, por la cual el ejército turco invadió el norte de Siria con el objetivo de frenar el avance de las Fuerzas Democráticas Sirias, de mayoría kurda. Estados Unidos retiró en octubre de 2019 sus tropas de Siria y el apoyo que había brindado a las milicias kurdas hasta ese momento. En el año 2020, un alto al fuego acordado por Rusia y Turquía trajo una tregua al conflicto, que quedó en relativa calma hasta su reactivación en el año 2024.

#### Ofensiva rebelde de 2024 y caída del régimen
Tras unos años de tregua, en noviembre de 2024 varias facciones rebeldes lideradas por el grupo Hayat Tahrir al Sham (HTS), el antiguo Frente Al-Nusra, lanzó un ataque en los alrededores de Alepo, donde capturaron en apenas unas horas una decenas de pueblos. El 29 de noviembre, los rebeldes alcanzaron la ciudad de Alepo, obligando al Ejército Sirio de Al Asad a abandonar la ciudad y retirar sus tropas hacia el sur, mientras los rebeldes continuaban avanzando hacia la ciudad de Hama. La debilidad del ejército oficialista hizo que las Fuerzas Democráticas Sirias, alianza militar de mayoría kurda, tomara la ciudad de Deir ez-Zor, mientras que desde el sur la Sala de Operaciones del Sur, grupo armado druso, capturaron las ciudades de Daraa y As-Suwayda. Tras la conquista de Homs, el 7 de diciembre de 2024, los rebeldes sirios encabezados por el grupo Tahrir al-Sham, anunciaron la captura de Damasco, la capital del país, marcando un hito en el conflicto. Ante la inminente caída de su gobierno, Bashar al-Ásad huyó del territorio nacional refugiándose en Rusia. Los líderes rebeldes proclamaron el inicio de una nueva era para Siria, marcando la caída del régimen.

### Gobierno post-baazista

Situación militar el 13 de febrero de 2025:
Fuerzas Armadas de Siria
Milicias pro-turcas y Ocupación turca
Controlado por la AANES (FDS)
Controlado por el Dáesh (EEI)
Controlado por el Ejército Libre Sirio (ELS) y las Fuerzas Armadas Estadounidenses
Controlado por la Sala de Operaciones Sur
Ocupación israelí
Ocupación rusa en Jmeimim y Tartús
Incierto/mixto

Tras el exilio de Al-Asad, fue establecido el gobierno de transición de Siria, con Ahmed al-Charaa como presidente del gobierno y Mohamed al-Bashir como primer ministro. Las autoridades han advertido que el ejecutivo comenzará a trabajar en la elaboración de una nueva constitución en un plazo de 3 años, mientras que las primeras elecciones se deberán celebrar, en principio, en 2029, una vez que se realice un censo de población.
El nuevo gobierno se enfrenta a numerosos problemas como una economía muy débil debido a las innumerables sanciones económicas impuestas al país durante la guerra civil, una devaluación de la moneda nunca antes vista en la historia, así como la falta de control sobre el total del territorio del país, con zonas controladas por guerrillas que se niegan a desarmarse ante el temor de que el nuevo gobierno, encabezado por un exguerrillero de Al Qaeda, se radicalice e intente imponerse sobre las minorías del país. Las Fuerzas Democráticas Sirias, alianza militar de kurdos, árabes, armenios y griegos, controlan la mayor parte del noreste del país, con ciudades importantes como Al-Raqa, Al-Hasakah o Qamishli, mientras que gran parte de la franja norte del país está controlada por milicias apoyadas por Turquía y en el sur, la Sala de Operaciones Sur controla una serie de localidades donde viven los drusos. Por su parte, el Estado Islámico, controla zonas residuales sin apenas población en el sureste del país, y supone una amenaza ante una posible reactivación de su influencia.
A su vez, ante la falta de cohesión del territorio sirio, Israel ha amenazada con invadir el sur de Siria, en caso de que el nuevo gobierno de Damasco no garantice la libertad y la seguridad al pueblo druso.
Los días 7 y 8 de marzo de 2025, tropas del nuevo régimen sirio masacraron a casi un millar de civiles alauitas en las provincias costeras de Latakia y Tartus.

## Gobierno y política

### Siria post-baazista
Siria se encuentra actualmente en una transición política tras la caída del régimen de Assad el 8 de diciembre de 2024. Se ha formado un gobierno de transición, encabezado por Mohammed al-Bashir, para gobernar el país, inicialmente hasta el 1 de marzo de 2025. La constitución y el parlamento sirios fueron suspendidos el 12 de diciembre de 2024 durante el período transitorio. Ahmed al-Sharaa fue nombrado presidente de transición el 29 de enero de 2025 y se espera que se forme un consejo legislativo interino para actuar como órgano legislativo de Siria hasta que se adopte una nueva constitución.

### Siria baazista
Siria ha sido una república desde 1946. En 1973 se aprobó en referéndum la Constitución que definía a Siria como República Democrática, Popular y Socialista, basada, entre otros, en el socialismo árabe, los principios de igualdad ante la ley, libertad religiosa y propiedad privada. En 2012 se aprobó por plebiscito una nueva Constitución.
Cada siete años se eligía a un presidente, que debía ser musulmán; y cada cuatro, una Asamblea del Pueblo y un Consejo de Ministros. Según la Constitución, que se encuentra suspendida actualmente, el presidente tiene poderes para nombrar y destituir a los vicepresidentes, al primer ministro y a los ministros. Es también comandante en jefe de las Fuerzas Armadas, secretario general del Partido Baaz Árabe Socialista y presidente del Frente Nacional Progresista del país.
Los órganos legislativos fueron la Asamblea del Pueblo y los Consejos de Administración Local, que fueron disueltos el 12 de diciembre de 2024. Los tres poderes del Estado sirio eran controlados por el Baaz, que hasta la enmienda constitucional aprobada por referéndum en 2012 tenía asegurada por ley la participación decisiva en los poderes del Estado.
Estaba permitida la participación de otros seis partidos políticos menores que junto al mayoritario Baaz integran el llamado, Frente Nacional Progresista (FNP),الجبهة الوطنية التقدمية esos partidos son los únicos autorizados a expresar las ideas políticas de los ciudadanos sirios. Igualmente fue el Partido Baaz el que dominaba el mencionado Frente, dichos partidos integraban el Parlamento que era controlado directamente por el presidente de la República, ya que el poder Ejecutivo se reserva la mayoría de las potestades legislativas y de revisión de las actividades del Legislativo.
La Constitución de Siria (ahora suspendida) inviste al Partido Baaz Árabe Socialista, de las funciones de liderazgo del gobierno del Estado y de la vida de la sociedad siria. El presidente, que posee grandes facultades para ejecutar el gobierno, es elegido por siete años para cumplir sus funciones, además de ello era a su vez el presidente del Partido Baaz y el líder del Frente nacional progresista. El presidente de Siria además posee las facultades de designar a los ministros, declarar la guerra, proponer las leyes al poder Legislativo, y dirigir las fuerzas armadas. En el referéndum para la elección del presidente en 2007, fue reelegido con el 97,62 % de los votos Bashar al-Ásad.
En la primera elección presidencial multipartidista, celebrada en 2014, fue reelegido el presidente sirio Bashar al-Ásad, con el 88,7 % de los votos, habiendo votado el 73,42 % de los posibles votantes, 11 634 412 personas, lo que se consideró un fuerte respaldo de la población al líder sirio, a quien muchos, incluyendo antiguos opositores, lo vieron como una garantía frente al caos impuesto por la guerra y la radicalización de los opositores hacia el extremismo islámico.[cita requerida]

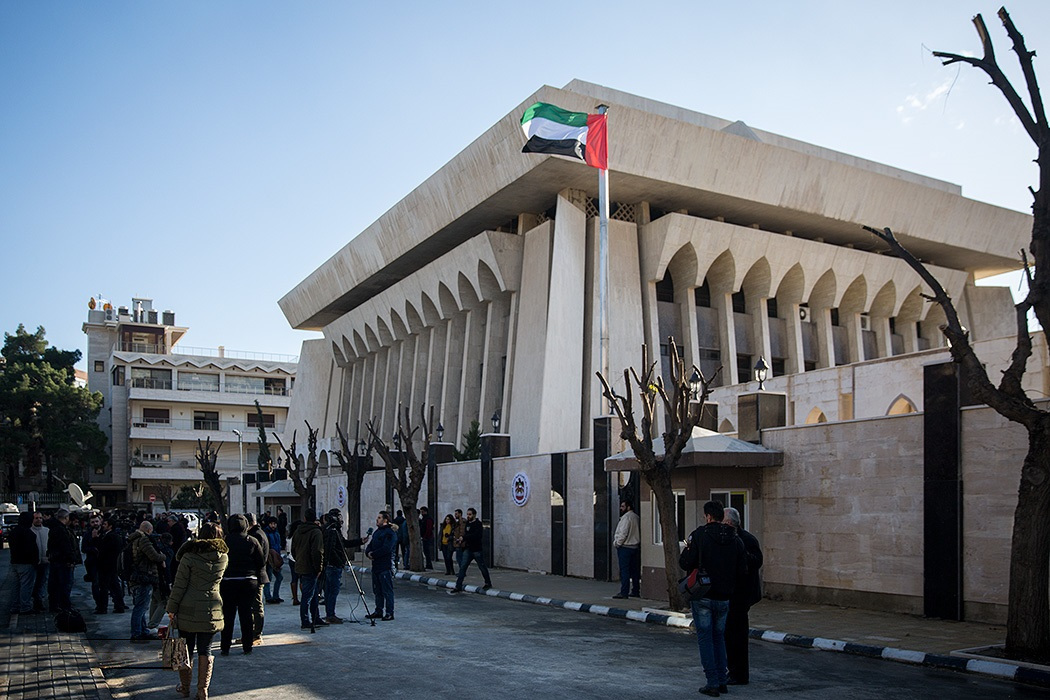
Embajada de los Emiratos Árabes Unidos en Damasco

### Relaciones exteriores
Aumentar la influencia entre sus vecinos árabes y asegurar el retorno de los altos del Golán han sido los objetivos principales de la política exterior de Siria. En muchos puntos de su historia, Siria ha visto una tensión virulenta con sus vecinos geográficamente culturales, como Turquía, Israel, Irak y Líbano. Siria gozaba de una mejora en las relaciones con varios de los estados de su región en el siglo XXI, antes de la Primavera Árabe y la guerra civil siria.
Desde la guerra civil, Siria ha estado cada vez más aislada de los países de la región y de la comunidad internacional en general. Las relaciones diplomáticas han sido cortadas con varios países, incluyendo Turquía, Arabia Saudita, Canadá, Francia, Italia, Alemania, Estados Unidos, Reino Unido, Bélgica, España y los estados árabes del golfo Pérsico. Siria fue suspendida de la Liga Árabe en 2011 y la Organización de Cooperación Islámica en 2012. Siria sigue fomentando buenas relaciones con sus aliados tradicionales, Irán y Rusia. Otros países que actualmente mantienen buenas relaciones con Siria son China, Corea del Norte, Angola, Cuba, Venezuela, Brasil, Ecuador, Nicaragua, Guyana, India, Sudáfrica, Tanzania, Pakistán, Armenia, Argentina, Bielorrusia, Tayikistán, Filipinas, Uganda, Zimbabue, y otros. Entre los Estados de la Liga Árabe, Siria sigue manteniendo buenas relaciones con Irak, Egipto (después del 3 de julio de 2013), Argelia, Kuwait, Líbano y Omán.

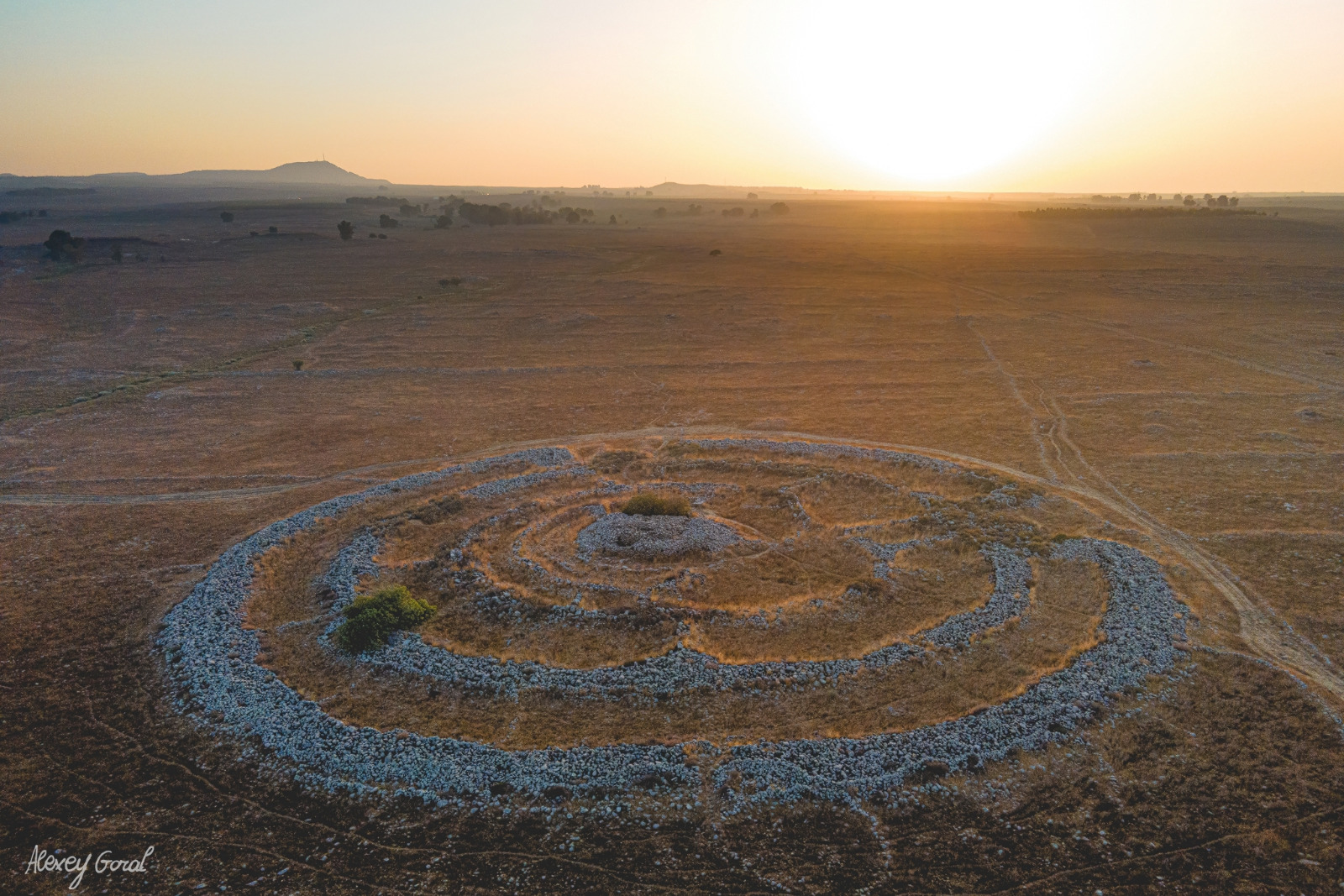
Un yacimiento arqueológico en los Altos del Golán, un territorio de unos 1200 km² ocupado por Israel, pero reconocido por la ONU como parte de Siria

### Disputas internacionales
En 1939, cuando Siria aún era un mandato francés, los franceses permitieron un plebiscito sobre la unión del Sanjak de Alexandretta a Turquía como parte de un tratado de amistad en la Segunda Guerra Mundial. Para facilitar esto, se hizo una elección defectuosa en la que los turcos étnicos que eran originarios del Sanjak pero vivían en Adana y otras áreas cerca de la frontera en Turquía vinieron a votar en las elecciones, cambiando la elección a favor de la secesión. Así se formó la provincia turca de Hatay. La medida de los franceses fue muy controvertida en Siria, y sólo cinco años después Siria se independizó. A pesar de la anexión turca del Sanjak de Alejandreta, el gobierno sirio se ha negado a reconocer la soberanía turca sobre la región desde la independencia, excepto durante un breve periodo en el año 1949.
Los dos tercios occidentales de la región siria de los Altos del Golán están ocupados desde 1967 por Israel y en 1981 fueron anexionados efectivamente por Israel, mientras que el tercio oriental está controlado por Siria, con la FNUOS manteniendo una zona tampón en medio, para aplicar el alto el fuego de la Línea Púrpura. La ley israelí de anexión del Golán de 1981 no está reconocida en el derecho internacional. El Consejo de Seguridad de la ONU la condenó en la Resolución 497 (1981) como «nula y sin efecto jurídico internacional». Desde entonces, las resoluciones de la Asamblea General sobre «El Golán sirio ocupado» reafirman la ilegalidad de la ocupación y anexión israelíes. El gobierno sirio sigue exigiendo la devolución de este territorio.
La única tierra que le queda a Siria en el Golán es una franja de territorio que contiene la ciudad abandon

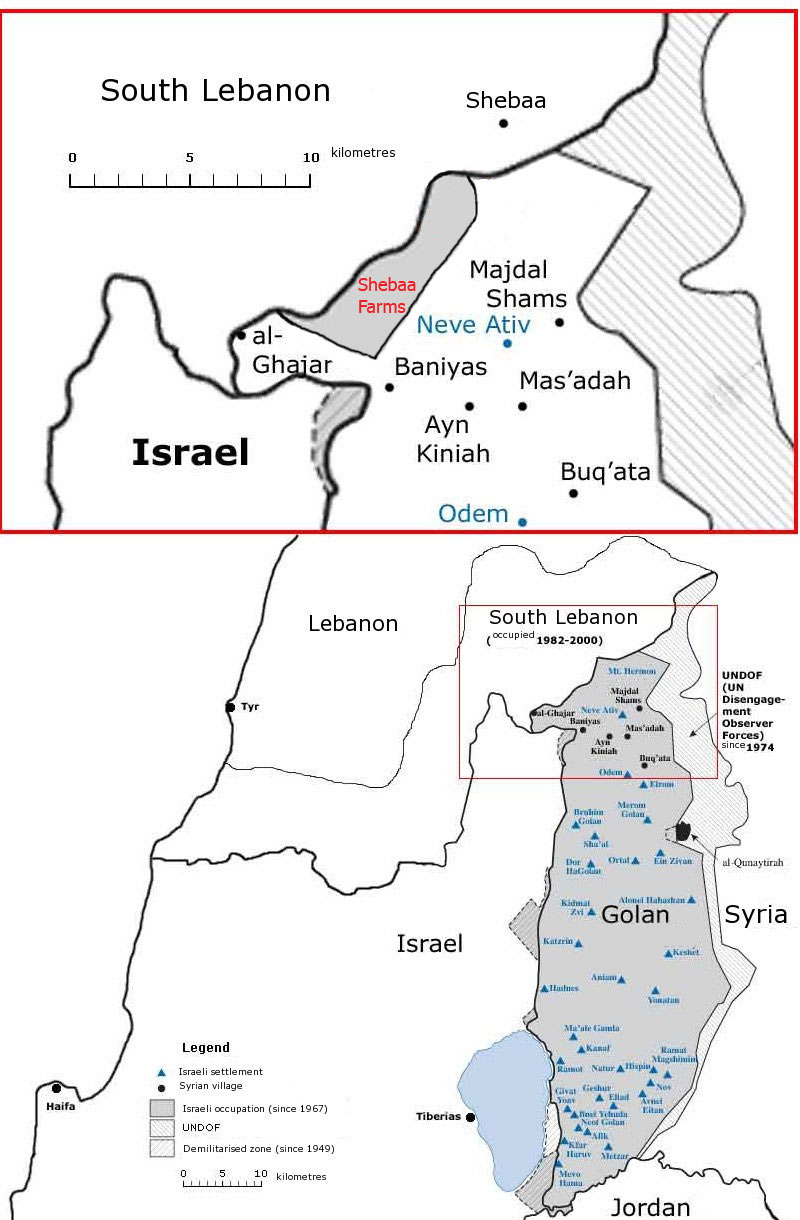
Mapa de las Granjas de Shebaa (22 km²) Actualmente, tanto Líbano como Siria reconocen el territorio como libanés, aunque Israel defiende que es territorio sirio

ada de Quneitra, la capital de facto de la gobernación, Madinat al-Baath, y muchos pueblos pequeños, en su mayoría poblados por circasianos, como Beer Ajam y Hader.[dubious - discuss. En marzo de 2019, el expresidente estadounidense Donald Trump anunció que Estados Unidos reconocería la anexión de los Altos del Golán por parte de Israel.
A principios de 1976, Siria entró en Líbano, comenzando su presencia militar de veintinueve años. Siria entró por invitación de Suleiman Franjieh, el presidente cristiano maronita de la época, para ayudar a las milicias cristianas libanesas contra las milicias palestinas. Durante los siguientes 15 años de guerra civil, Siria luchó por el control de Líbano. El ejército sirio permaneció en Líbano hasta el 26 de abril de 2005 en respuesta a la presión nacional e internacional tras el asesinato del ex primer ministro libanés, Rafik Hariri.
Otro territorio en disputa son las granjas de Shebaa, situadas en la intersección de la frontera sirio-libanesa y los Altos del Golán ocupados por Israel. Las granjas, de 11 km de largo y unos 3 km de ancho, fueron ocupadas por Israel en 1981, junto con el resto de los Altos del Golán. Sin embargo, tras los avances del ejército sirio, la ocupación israelí terminó y Siria se convirtió en la potencia gobernante de facto sobre las granjas. Sin embargo, tras la retirada israelí de Líbano en 2000, Hezbolá alegó que la retirada no había sido completa porque Shebaa estaba en territorio libanés, no sirio. Tras estudiar 81 mapas diferentes, Naciones Unidas concluyó que no hay pruebas de que las granjas abandonadas sean libanesas. No obstante, Líbano ha seguido reclamando la propiedad del territorio.

### Defensa
El presidente de Siria es el comandante en jefe de las fuerzas armadas sirias, compuestas por unos 400.000 soldados en el momento de la movilización. El ejército es una fuerza de reclutamiento; los varones prestan servicio militar al cumplir los 18 años. El periodo de servicio militar obligatorio se va reduciendo con el tiempo, en 2005 de dos años y medio a dos años, en 2008 a 21 meses y en 2011 a año y medio. Unos 20.000 soldados sirios estuvieron desplegados en Líbano hasta el 27 de abril de 2005, cuando las últimas tropas sirias abandonaron el país después de tres décadas.

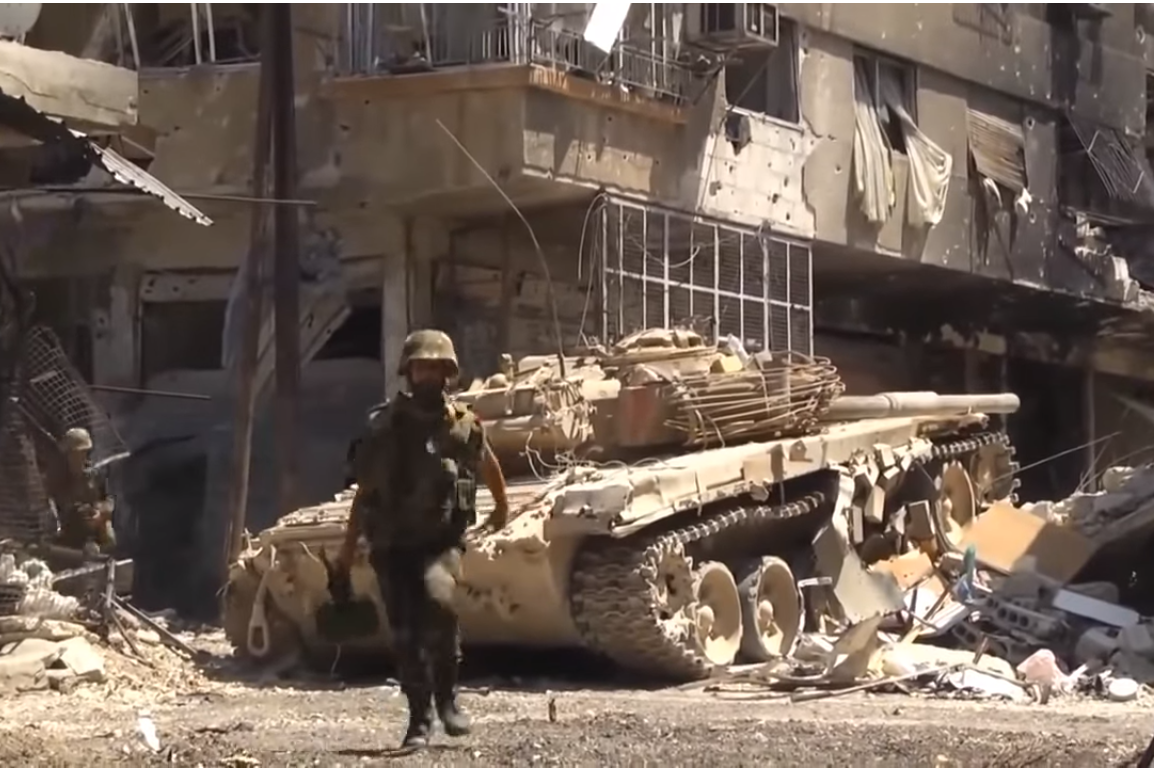
Un tanque del Ejército Sirio durante la Batalla de Deraa parte de la guerra civil siria

La desintegración de la Unión Soviética -durante mucho tiempo la principal fuente de entrenamiento, material y crédito para las fuerzas sirias- puede haber frenado la capacidad de Siria para adquirir equipos militares modernos. Dispone de un arsenal de misiles tierra-tierra. A principios de la década de 1990, se adquirieron a Corea del Norte misiles Scud-C con un alcance de 500 kilómetros (310 millas) y, según Zisser, Siria está desarrollando el Scud-D, con un alcance de hasta 700 kilómetros (430 millas), con la ayuda de Corea del Norte e Irán.
Siria recibió una importante ayuda financiera de los Estados árabes del Golfo Pérsico como consecuencia de su participación en la guerra del Golfo Pérsico, y una parte considerable de estos fondos se destinó a gastos militares.

## Geografía

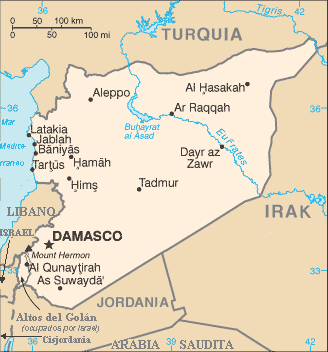
Mapa de Siria.

En el país se distinguen, de oeste a este, tres regiones: en el oeste se encuentra una llanura litoral, separada del interior por el Yabal Ansariyya, una doble cordillera en cuyo interior se abren diversos valles y más hacia el sur, las cumbres del Monte Hermón, en la frontera entre Líbano y Siria, descienden hacia la meseta Hauran que recibe los vientos húmedos del Mediterráneo; el centro del país está formado por una accidentada meseta con varios picos volcánicos que está recorrida de noreste a suroeste por una cordillera en la que se distinguen diversas formaciones: Yabal Abd al-Aziz, Yabal Visir, Yabal Buwayda, Yabal Saar, Yabal al Sarqi y Yabal Garbi.
La región levantina está constituida por el valle del Éufrates. Este es el principal río que surca el país, que penetra por el norte y toma dirección sureste; también es importante su afluente Jabur y el Orontes en el oeste. En el extremo nororiental la frontera con Turquía la forma el curso del Tigris. En la parte ponentina del país el clima es mediterráneo, pero conforme se avanza hacia el este se vuelve más seco y caluroso.
De sur a norte, en el tercio occidental del país, fluye el río Orontes.
La población se concentra en los territorios situados en el poniente; la tasa de crecimiento vegetativo es muy alta. En cuanto a la economía, el país está en vías de desarrollo, aunque desde 1973, y debido a problemas políticos que le han hecho destinar parte de su presupuesto a gastos militares, la inflación ha frenado ese progreso.

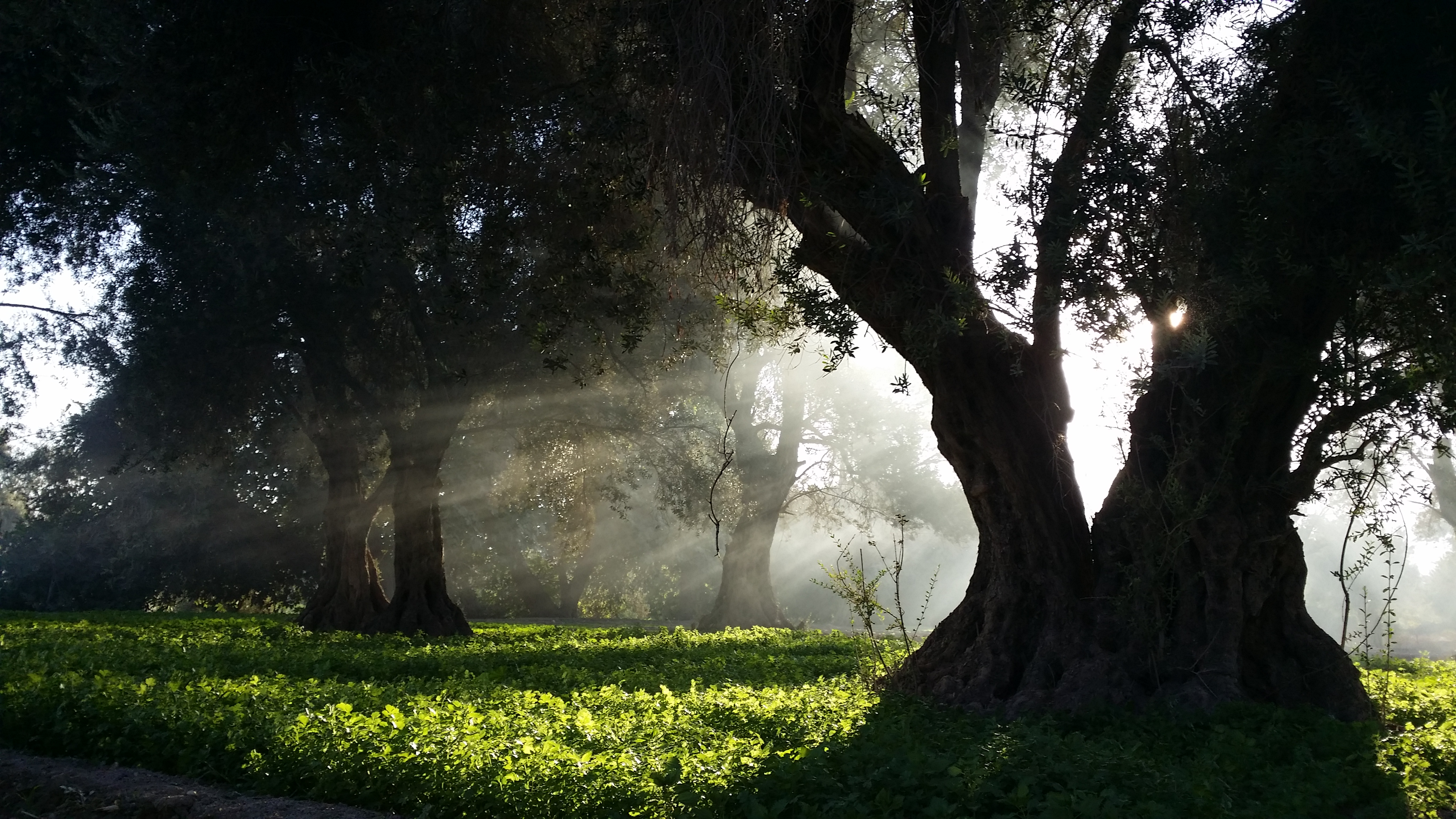
Paisaje boscoso en Siria

Su agricultura, favorecida desde 1978 por la construcción de la presa de Tabka, que permite regar amplias superficies, se dedica prioritariamente al cultivo de cereales, algodón, olivos y hortalizas. Cuenta con ganadería ovina, caprina y bovina. De su subsuelo se extrae asfalto, sal gema, petróleo, fosfatos y gas natural. La industria, también en desarrollo, es principalmente textil, alimentaria, cementera, de construcción y de refinado de petróleo. En los últimos tiempos algunos países, como Rumania o la República Federal de Alemania, han hecho inversiones en sus industrias azucareras, de cemento y de fosfatos y gas natural; las extracciones de petróleo, sin embargo, no han dado los resultados esperados.

### Flora y fauna
Además de su litoral, tiene una llanura costera, sierras al oeste, una estepa semiárida en el centro que ocupa la mayor parte del país, y una zona desértica en el este. Cada una de estas zonas tiene sus propios animales y plantas características.

#### Flora

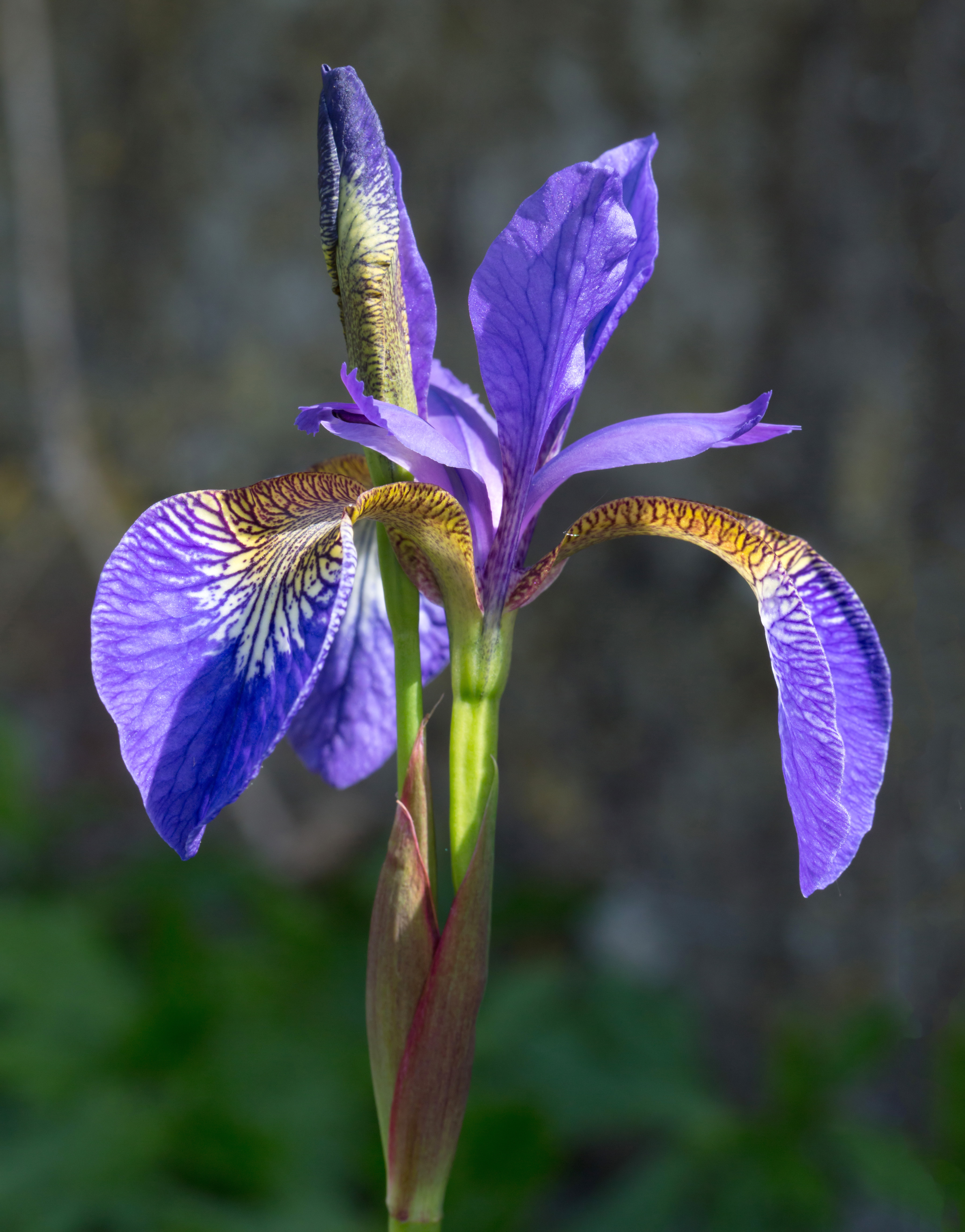
Las especies iris están ampliamente distribuidas por todas las regiones templadas del hemisferio norte. Sus hábitats son muy diversos, abarcando desde las regiones frías en laderas herbosas, dehesas, ribazos de ríos hasta desiertos de Europa, Oriente Próximo y África del Norte y por toda Norteamérica. La altitud no tiene gran importancia.

Alrededor de 3100 especies de angiospermas y también alrededor de 100 gimnospermas se han registrado en Siria. El país puede ser considerado en una encrucijada entre varias zonas de vegetación y flora, que muestra influencias de tres continentes, Europa, Asia y África. Las glaciaciones empujaron a las especies paleoárticas más al sur, y cuando el clima mejoró, algunas especies se aferraron en regiones montañosas de Turquía, Siria y Líbano. Los vientos predominantes del oeste provocan una mayor precipitación cerca de la costa y la vegetación en el lado occidental de las cordilleras costeras difieren de la del lado oriental, que difieren de nuevo de las cordilleras del interior y una vez más de las plantas resistentes a la sequía que crecen en la Meseta oriental.
En el poniente del país, los inviernos húmedos suaves y los veranos calurosos y secos proporcionan las condiciones ideales para el Bosque del Mediterráneo Oriental de la región que incluyen robles de hoja perenne, pinos de Alepo y otras coníferas. Donde los árboles han sido talados, predomina el matorral esclerófilo, como matorral maquis, y la garriga en las áreas calcáreas. A principios del siglo XX, los bosques cubrían alrededor de un tercio del país, pero cien años más tarde, estos se habían reducido a alrededor del 3 %. El resto de la cubierta forestal se encuentra principalmente en la cordillera de la costa siria y se compone de árboles espinosos y de hojas brillantes como el boj común, arrayán, genista, Pistacia palaestina, madroño y Olea oleaster.
Las plantas que se encuentran en las regiones semiáridas y áridas incluyen plantas bulbosas como tulipanes, Fritillaria, Asphodeline damascena, Asphodeline lutea, crocus, iris, cebolla albarrana, Colchicum hierosolymitanum y Asphodelus aestivus, y otras plantas como amapola oblonga, amapola silvestre, Malva Parviflora, llantén de la India, hierba estrella, espina santa, azufaifo, Adonis aleppica, Adonis palaestina y cardo de mar. El Pistacia palaestina que crece en áreas semiáridas y es una fuente tradicional de trementina, y el arbusto sosa blanca, que nace con tan solo 70 mm de lluvia, proporciona buen forraje para el ganado.

#### Fauna

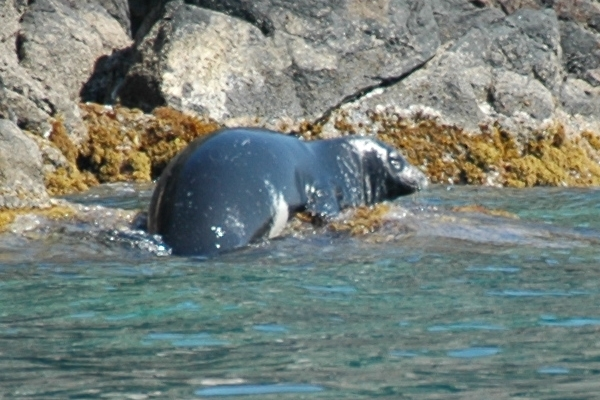
La foca monje del Mediterráneo, citada por primera vez en la Odisea de Homero. Se han encontrado restos óseos de estas focas en cuevas de Málaga pertenecientes a los períodos Magdaleniense y Epipaleolítico hace entre y años.

Siria tiene una fauna diversa con 125 especies de mamíferos, 394 de aves, 127 de reptiles, 16 de anfibios y 157 especies de peces de agua dulce registradas en el país. Las actividades humanas han afectado la biodiversidad de la fauna. Aunque los leones y los leopardos solían estar presentes, han muerto en el país, dejando el oso pardo y el lobo gris como los carnívoros más grandes restantes. También están presentes el zorro rojo, la hiena rayada, el chacal dorado, la mangosta egipcia, la comadreja común, el turón búlgaro, el tejón de la miel, el tejón europeo y la nutria europea. Los félidos que están en el país incluye el caracal, gato de la jungla, gato de la arena y gato salvaje. Los animales de pastoreo son las gacelas arábigas y la gacela persa, el corzo, la cabra salvaje, la cabra montés de Nubia y el oryx árabe. También están el damán roquero, erizos, liebres, musarañas y murciélagos. Las especies de roedores incluyen los esciúridos, glíridos, jerboas, gerbilinos, hámsteres, ratas-topo, jirds, arvicolinos, ratas, ratones y ratones espinosos.
Se han registrado diez especies de ballenas frente a la costa, así como la foca monje del Mediterráneo en peligro de extinción. A veces se ven cuatro especies de tortugas, la más común es la tortuga boba, y se han registrado cerca de 295 especies de peces marinos en Siria.

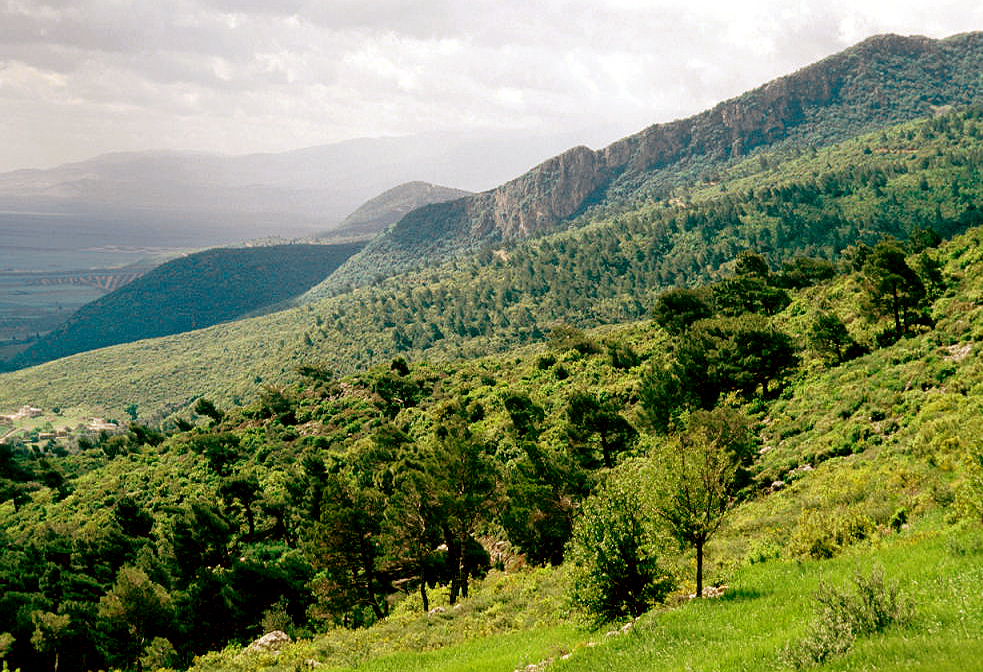
Pinos carrascos (Pinus halepensis) en la ladera este de los Montes an-Nusayriya (Cordillera litoral de Siria)

De las casi cuatrocientas especies de aves registradas en el país, muchas son migrantes, particularmente visitando la cordillera costera, el valle del Éufrates y los lagos salestacionales que se forman en regiones áridas. El lago Jabbūl es una reserva natural en este lago salado es visitado por el flamenco común migrante. Las aves reproductoras en peligro de extinción son algunos pares de ibis eremita en el norte del país, el cernícalo primilla y la avutarda común. Y algunas especies raras visitantes que son el crake de maíz, el pelícano ceñudo, el pato de cabeza blanca y el águila imperial oriental.

### Geología
La geología de Siria incluye antiguas rocas metamórficas del Precámbrico pertenecientes al Cratón Arábigo, así como numerosas rocas sedimentarias marinas y algunos basaltos erupcionados hasta épocas recientes.
Las rocas más antiguas de Siria son anfibolitas, mármoles y esquistos anfibolíticos del Precámbrico que afloran en superficie en gran parte del sur. Las rocas carboníferas del Paleozoico aparecen en el norte, en las proximidades de Hakem y El-Gharb.

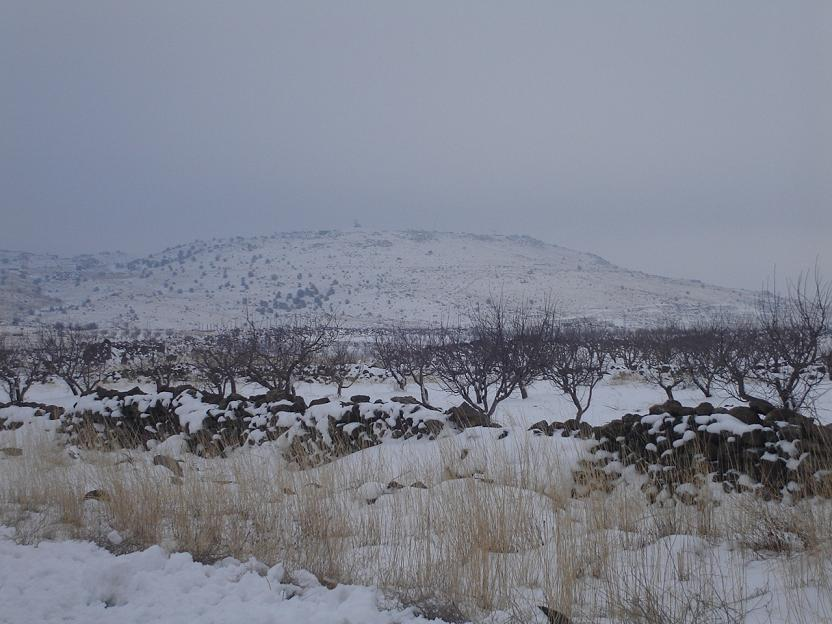
El Monte Tell Qeni (1803 m) en invierno

En el Mesozoico se formó en el norte una zona ofiolítica con peridotita serptenizada, diabasa, espilita, lava almohadillada, toba, argilita y radiolarita, presente en el norte de Latakia, cerca de la frontera turca.
Las rocas mesozoicas tienden a ser más numerosas en la región, como la caliza jurásica, la marga, la anhidrita y el yeso, comunes en el oeste. El basalto de la base marca el comienzo del Cretácico, ascendiendo a arcilla, caliza, arenisca y dolomita del Turoniano y Cenomaniano. El Campaniense está marcado por calizas detríticas con intercalaciones de sílex y creta, mientras que las calizas calcáreas y las margas son características del Maastrichtiense.

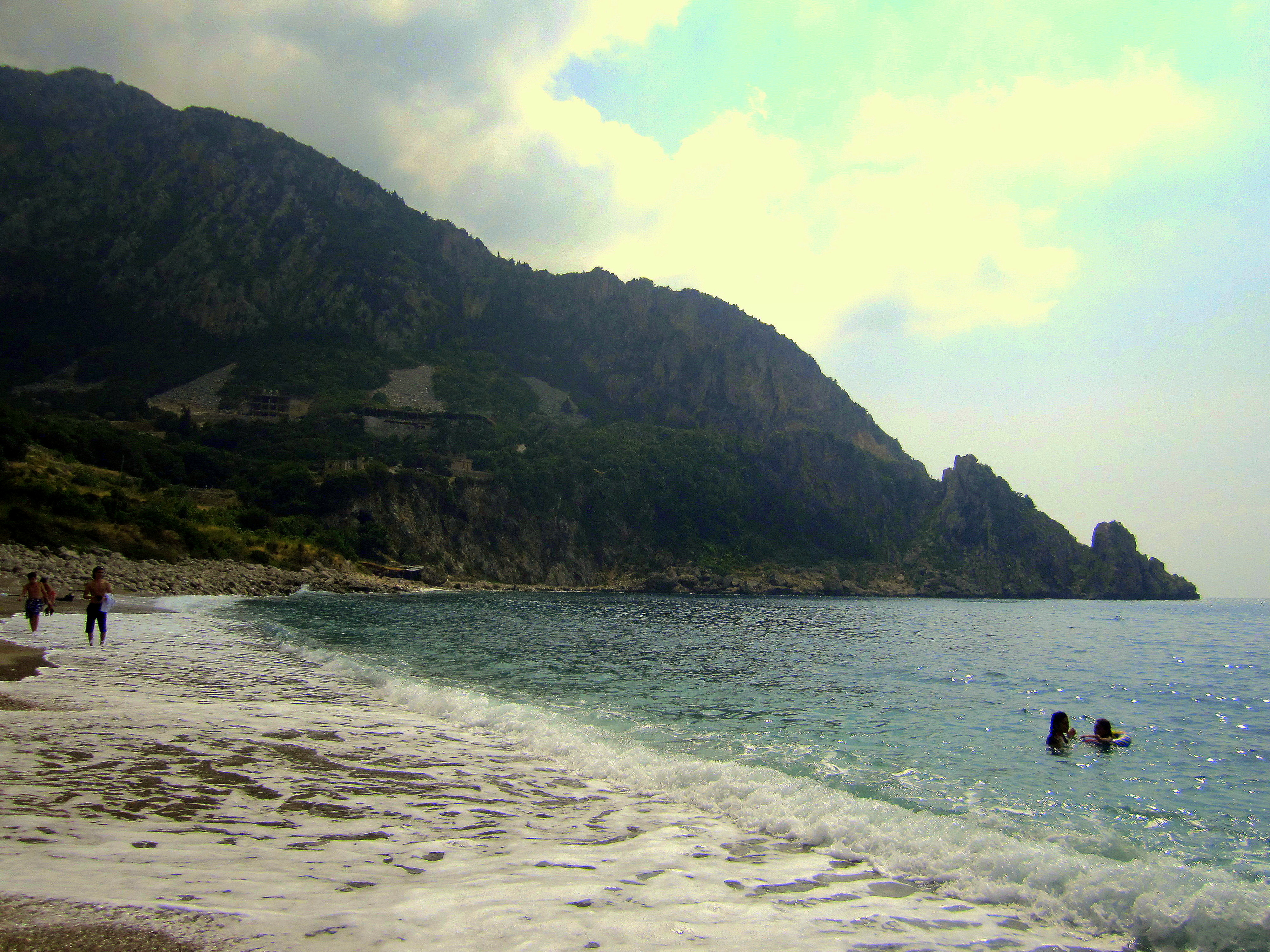
El Monte Dyunag y la playa de Karadouran, Kessab, Siria

A principios del Cenozoico, la deposición de creta, caliza, marga y arcilla continuó durante el Paleoceno y el Eoceno. En el Oligoceno se pasó a la arenisca y la caliza. A principios del Mioceno, los conglomerados se hicieron más comunes y las arenas cuarzosas de origen continental aparecieron en el cinturón montañoso de los Palmyrides. Durante el Helveciense entraron en erupción algunos basaltos.
El Tortoniense presenta caliza, marga y conglomerado en el noroeste y unidades similares más arcilla, sal y yeso en la cuenca de Al-Furat. El basalto, la toba, la brecha, la caliza, la arcilla, la arenisca y el conglomerado fueron comunes a partir del Plioceno, superpuestos por conglomerado aluvial, basalto y depósitos de llanura de inundación del Cuaternario.

### Clima
La característica más llamativa del clima es el contraste. Entre la húmeda costa mediterránea y las áridas regiones desérticas se extiende una zona esteparia semiárida que ocupa tres cuartas partes del país y limita al oeste con los montes Antilíbano y el Yabal an Nusayriyah, al norte con la región montañosa turca y al sureste con las cordilleras de Yabal al Arab, Yabal ar Ruwaq, Yabal Abu Rujmayn y Yabal Bishri.

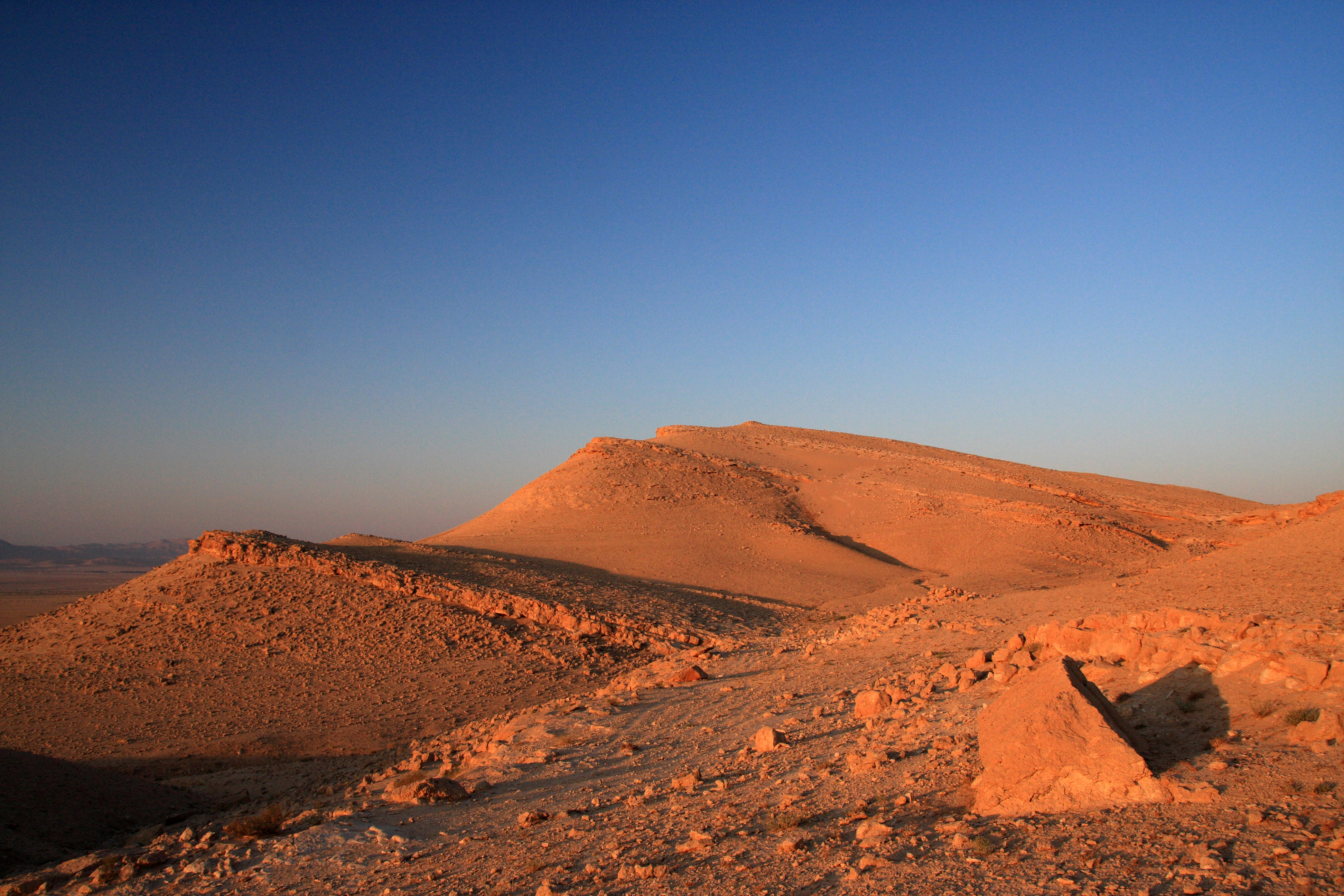
El Desierto Sirio, las Áreas áridas ocupan el 55% del territorio de Siria

Las precipitaciones en la región costera son bastante abundantes y oscilan entre 750 y 1.200 milímetros. La mayor parte de la lluvia, transportada por los vientos del Mediterráneo, cae entre noviembre y mayo. Las temperaturas medias diarias oscilan entre 7 °C en enero y 27 °C en agosto. Debido a que las altas crestas del Jabal an Nusayriyah captan la mayor parte de las lluvias del Mediterráneo, la depresión de Al Ghab, situada al este de estas montañas, se encuentra en una zona relativamente árida, con vientos cálidos y secos y escasas precipitaciones. Las heladas son desconocidas en cualquier estación, aunque las cumbres del Jabal an Nusayriyah están a veces cubiertas de nieve.
Más al sur, las nubes lluviosas procedentes del Mediterráneo atraviesan la brecha entre el Jabal an Nusayriyah y las montañas del Antilíbano, llegando a la zona de Homs y, a veces, a la región esteparia al este de esa ciudad. Sin embargo, aún más al sur, los montes Antilíbano impiden las lluvias procedentes del Mediterráneo, y la zona, incluida la capital, Damasco, pasa a formar parte de la zona climática semiárida de la estepa, con precipitaciones medias inferiores a 200 milímetros al año y temperaturas medias diarias que oscilan entre los 5 °C en enero y los 29 °C en julio y agosto. Los alrededores de la capital son, sin embargo, verdes y cultivables gracias a la irrigación del río Barada por acueductos construidos en época romana.

Pinos cubiertos de nieve durante el invierno en Siria

En el sureste, la humedad disminuye y las precipitaciones anuales caen por debajo de los 100 milímetros. Además, las escasas precipitaciones varían mucho de un año a otro, lo que provoca sequías periódicas. En el árido desierto pedregoso al sur de las cordilleras de Jabal ar Ruwaq, Jabal Abu Rujmayn y Jabal Bishri, las temperaturas máximas en julio superan a menudo los 45 °C (113 °F). Las tormentas de arena, frecuentes en febrero y mayo, dañan la vegetación e impiden el pastoreo. Al norte de las cordilleras desérticas y al este de la depresión de Al Ghab se extienden las vastas estepas de la meseta, donde predominan los cielos despejados y las altas temperaturas diurnas durante el verano, pero las heladas, a veces severas, son frecuentes de noviembre a marzo. La precipitación media anual es de 250 milímetros, pero desciende por debajo de los 200 milímetros en un amplio cinturón a lo largo de la zona desértica meridional. En este cinturón, sólo los ríos Éufrates y Jabur proporcionan agua suficiente para asentamientos y cultivos.

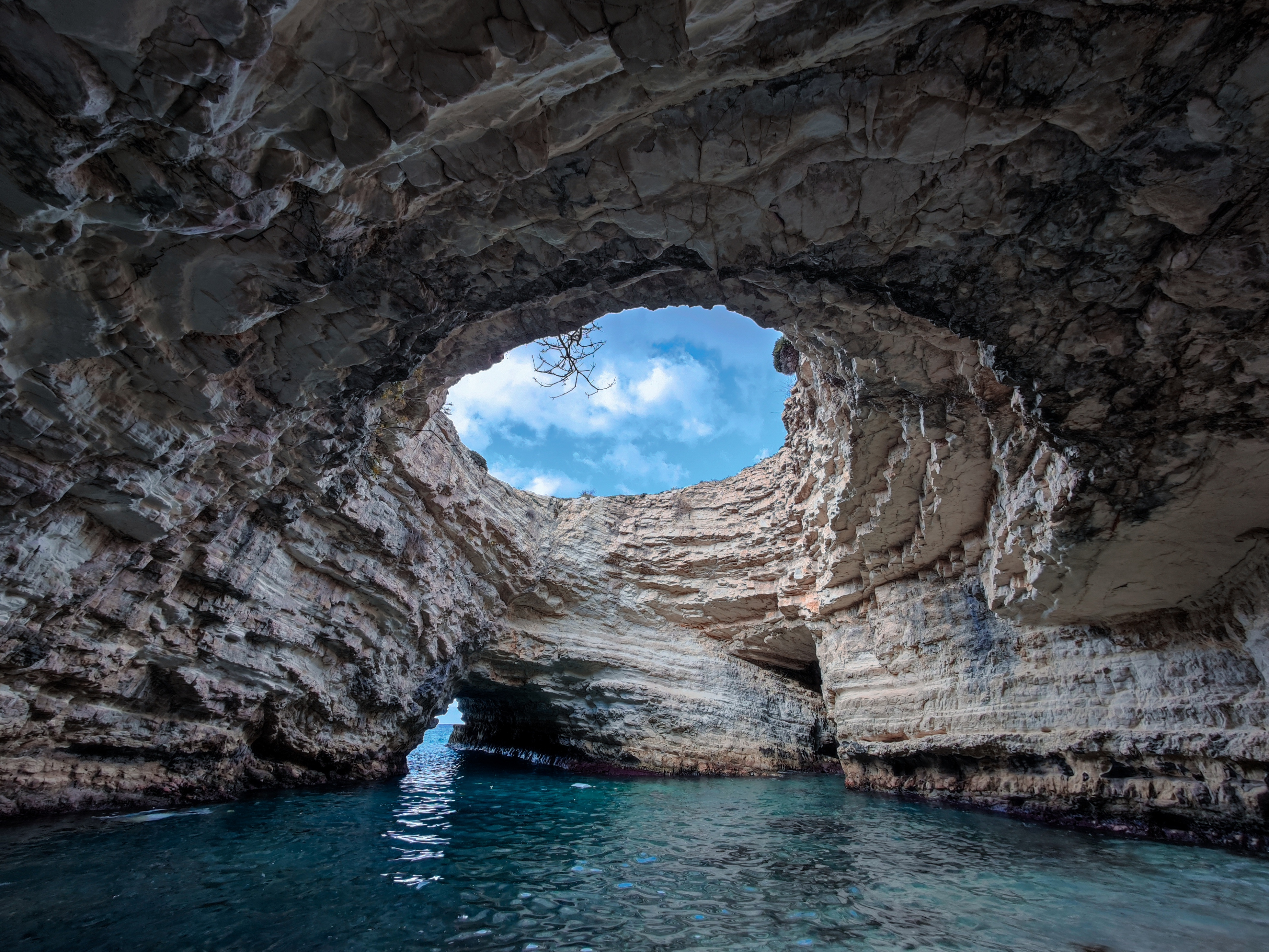
Cueva de Al Doaw, Siria

En Siria, el cambio climático, con el aumento de las temperaturas y la disminución de las precipitaciones, está afectando especialmente a la agricultura en las zonas que dependen de la agricultura de secano. Durante un periodo extremo de sequía entre 2006 y 2011, solo cayó un tercio de las precipitaciones habituales. Entre 2006 y 2009, unas 800.000 personas perdieron sus medios de subsistencia porque la cosecha de cereales se redujo a la mitad. La actual escasez de agua se ve agravada por el descenso del nivel de las aguas subterráneas y la disminución del número de ríos que transportan agua.

### Topografía
Siria, situada en el corazón de Oriente Próximo, posee una topografía rica y variada que refleja su compleja y rica historia. Desde llanuras costeras y fértiles valles hasta escarpadas montañas y extensos desiertos, el paisaje de Siria es tan diverso como cautivador.

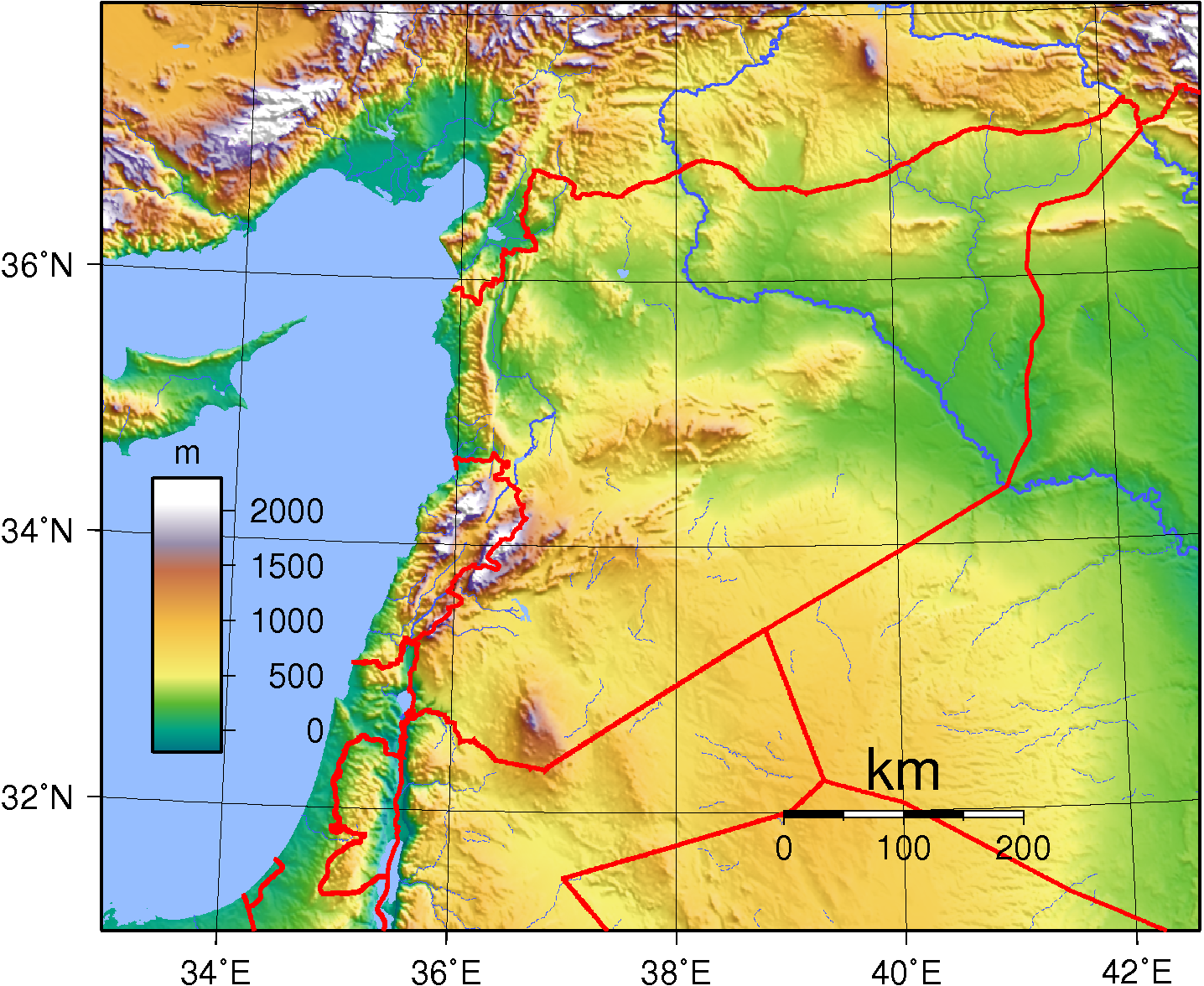
Mapa topográfico de Siria

La parte occidental de Siria está dominada por una estrecha llanura costera a orillas del Mediterráneo. Esta región, conocida por su clima suave y su suelo fértil, sustenta prósperas actividades agrícolas. Las ciudades costeras de Latakia y Tartus son importantes puertos y centros económicos, que se benefician del clima marítimo y del acceso al mar.
Paralela a las llanuras costeras, la cordillera de Jebel Ansariyah se extiende de norte a sur. Estas montañas constituyen una barrera natural entre la región costera y el interior del país. El pico más alto de esta cordillera es el Nabi Yunis, de 1.562 metros. Las laderas de Jebel Ansariyah están cubiertas de bosques y albergan varias ciudades y pueblos pequeños.
Más al este, la cordillera Antilíbano forma parte de la frontera con Líbano. El monte Hermón, el punto más alto de esta cordillera, alcanza una altitud de 2.814 metros y destaca por su importante capa de nieve en invierno, que lo convierte en un elemento único en una región árida.

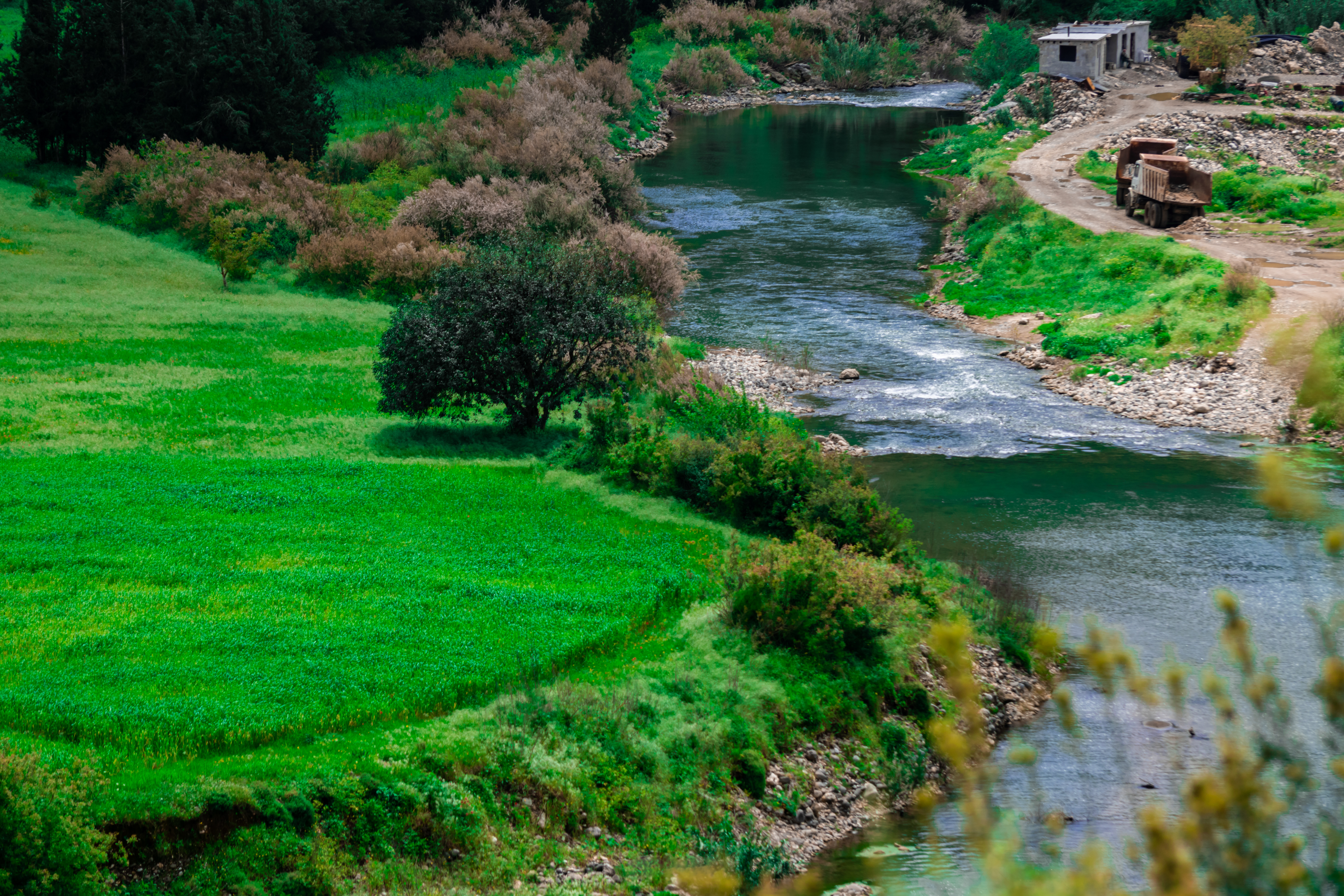
Río Al Khawabi cerca de Tartus

Valles fértiles Entre las regiones costera y montañosa se extiende el valle del río Orontes. Esta fértil zona es un importante centro agrícola, ya que el río Orontes proporciona recursos hídricos esenciales para el cultivo de productos como el trigo, el algodón y diversas frutas. El valle cuenta también con varios yacimientos arqueológicos importantes, reflejo del rico tapiz histórico de Siria.
Desiertos y mesetas Hacia el este, el paisaje se transforma en el vasto desierto sirio, también conocido como estepa siria. Esta árida región ocupa aproximadamente el 55% de la superficie del país y se caracteriza por su terreno árido y rocoso y su escasa vegetación. A pesar de sus duras condiciones, el desierto alberga numerosas comunidades beduinas que se han adaptado a este difícil entorno durante siglos.
En el sur del país, la meseta volcánica de la región de Hauran, también conocida como Jebel Druze, es otro rasgo geográfico distintivo. Esta zona, con su rico suelo volcánico, favorece el cultivo de cereales, olivos y viñedos. La región también destaca por su importancia histórica y cultural, con numerosas ruinas antiguas diseminadas por el paisaje.

## Organización territorial
Siria posee 14 gobernaciones o provincias, muhafazat (en singular: muhafazah), divididas en 60 distritos, manatiq (sing. mintaqah), que a su vez se subdividen en subdistritos o nawahi (sing. nahia). Los nawahi se componen de villas o ciudades, que son las unidades administrativas más pequeñas.
1. Damasco (دمشق)
2. Damasco Rural (ریف دمشق)
3. Quneitra (مُحافظة القنيطرة)
4. Daraa (مُحافظة درعة)
5. Sueida (مُحافظة السويداء)
6. Homs (مُحافظة حمص)
7. Tartús (مُحافظة طرطوس)
8. Latakia (مُحافظة اللاذقية)
9. Hama (مُحافظة حماه)
10. Idlib (مُحافظة ادلب)
11. Alepo (مُحافظة حلب)
12. Al-Raqa (مُحافظة الرقة)
13. Deir ez-Zor (مُحافظة دير الزور)
14. Hasaka (مُحافظة الحسكة; en kurdo: حسكة)

### Ciudades principales
Las ciudades más habitadas son:
| Ciudades de Siria |                           |           |               |                         |               |
| n.                | nombre                    | nombre    | habitantes    | habitantes              | Provincia     |
| n.                | Transliteración           | en árabe  | Censo de 1981 | Estimado 2006           | Provincia     |
| .                 | Ḥalab (Aleppo)            | حلب       | 1 626 218     | casi 5 000 000 (2007)   | Aleppo        |
| .                 | Dimašq (Damasco)          | دمشق      | 1 312 214     | más de 5 000 000 (2007) | Damasco       |
| .                 | Ḥimṣ (Homs)               | حمص       | 546 871       | 1 250 015               | Homs          |
| .                 | Ḥamāh (Hama)              | حماة      | 377 208       | 1 477 812               | Hama          |
| .                 | al-Lādiqīyāh (Latakia)    | اللاذقية  | 196 791       | 847 026                 | Latakia       |
| .                 | Dayr al-Zawr (Deir Ezzor) | دير الزور | 92 091        | 852 588                 | Deir Ezzor    |
| .                 | al-Raqa                   | الرقة     | 87 138        | 482 394                 | Al Raqa       |
| .                 | al-Bāb                    | الباب     | 90 008        | 837 565                 | Aleppo        |
| .                 | Idlib                     | إدلب      | 61 682        | 535 619                 | Idlib         |
| .                 | Dūmā                      | دوما      | 81 337        | 600 761                 | Damasco Rural |

## Economía

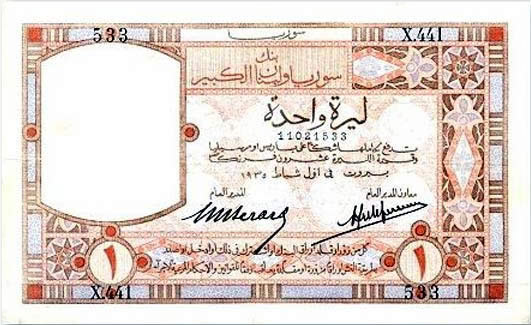
Antigua libra siria

La economía siria se ha estancado desde el inicio de la guerra civil debido a la destrucción de la fuerza industrial; el campo sirio también se ha visto afectado ya que se convirtió en un campo de batalla; la crisis económica es una consecuencia de la guerra. La agricultura (trigo y algodón) generaba el 27 % del PIB y la ganadería, principalmente caprina y ovina va dirigida a la exportación de lana, posee reservas de gas natural, sal gema y fosfatos. Las industrias textil, alimentaria, metalúrgica y cementera suponían el 22 % del PIB. Los derechos del paso de petróleo foráneo por los oleoductos que tiene el país, generaban grandes ingresos para el gobierno y lo sitúan en una posición estratégica, entre el Oriente Medio y Europa.
A pesar de que la mitad del territorio es improductivo, la agricultura mantiene un peso fundamental en la economía. Se cultiva trigo, centeno, legumbres, patatas, hortalizas, vid, olivo, algodón, cítricos y frutales de hueso. La ganadería ovina se basa en el tradicional pastoreo nómada. Del suelo se extrae petróleo, gas natural, fosfatos y sal gema. La actividad industrial comprende el refinado de petróleo, hilado y tejido de algodón y de lana, elaboración de cigarrillos, cerveza, azúcar, cemento y vidrio. Siria exporta petróleo, algodón y otros productos agrícolas.
«La crisis siria se ha convertido en la mayor emergencia humanitaria de nuestra época. Sin embargo, el mundo no logra responder a las necesidades de los refugiados, ni de los países que los acogen», lamentó la Agencia de la ONU para los Refugiados (ACNUR).
Con la recuperación de los centros industriales de Alepo, Deir ez Zor y Guta Oriental, lentamente se mantiene una renovación de la fuerza industrial, sobre todo desde el inicio de 2018.
A partir de 2011, la Unión Europea, los Estados Unidos, la Liga Árabe y varios países han impuesto sanciones económicas a Siria. Incluyen un embargo sobre el petróleo, la congelación de los activos financieros del Estado y de personalidades vinculadas al Gobierno sirio, así como medidas sobre el precio de los productos alimenticios y médicos, que tienen, por tanto, un amplio impacto en la población siria. Las sanciones repercuten en la población siria, en particular en el precio de los productos de primera necesidad y los productos médicos. El conjunto de medidas adoptadas por los Estados Unidos y la Unión Europea, en particular la prohibición de exportación de productos estadounidenses, el embargo de productos petrolíferos y las sanciones financieras, provocan un virtual embargo del país debido a las sanciones que pueden sufrir las entidades que realizan el comercio o la ayuda humanitaria hacia ese país y a la complejidad jurídica que estas medidas inducen. Las consecuencias de las sanciones afectan al sector médico.

### Petróleo
Actualmente una parte del crudo sirio se encuentra en territorios controlados por Daesh y las SDF, por lo que la producción del país no supera los 8000 barriles diarios, aunque cuente con reservas cercanas a los 2500 millones de barriles. 
Durante 2017 tras las exitosas campañas del ejército contra Estado Islámico, el gobierno recuperó gran cantidad de pozos petroleros y campos gasíferos en el este del país.
Pero incluso después de acabar con Daesh, la recuperación del país y de la infraestructura energética costará más de 40 000 millones de dólares, más de la mitad del PIB sirio. Actualmente, la extracción de gas y petróleo es responsable de tan solo el 3 % del PIB de ese país, explica el autor del artículo.
Esto significaba que Damasco tendría que pedir la colaboración de compañías extranjeras, dispuestas a trabajar junto al Gobierno de Ásad en un eventual periodo de posguerra. Desde 2011, tanto Europa como Estados Unidos prohibieron totalmente la importación o el transporte de crudo sirio, por lo que era improbable que al-Ásad entregue concesiones a compañías occidentales para la extracción o el refinamiento de petróleo.

### Transportes

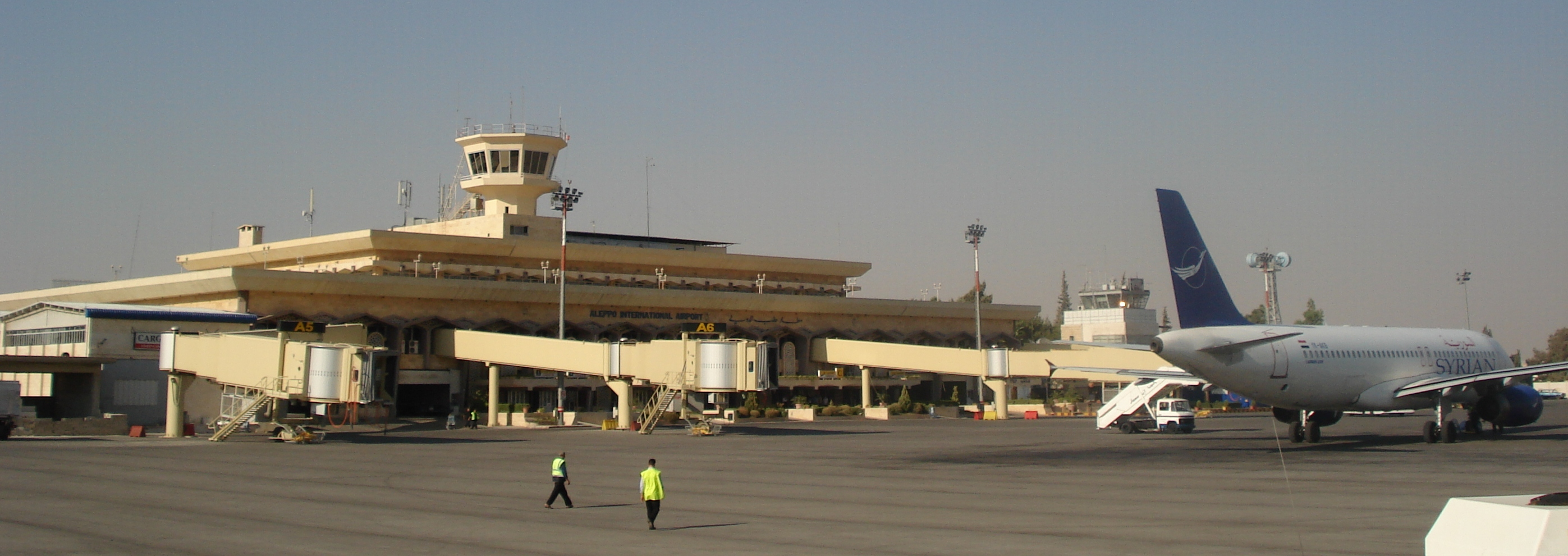
Aeropuerto de Alepo

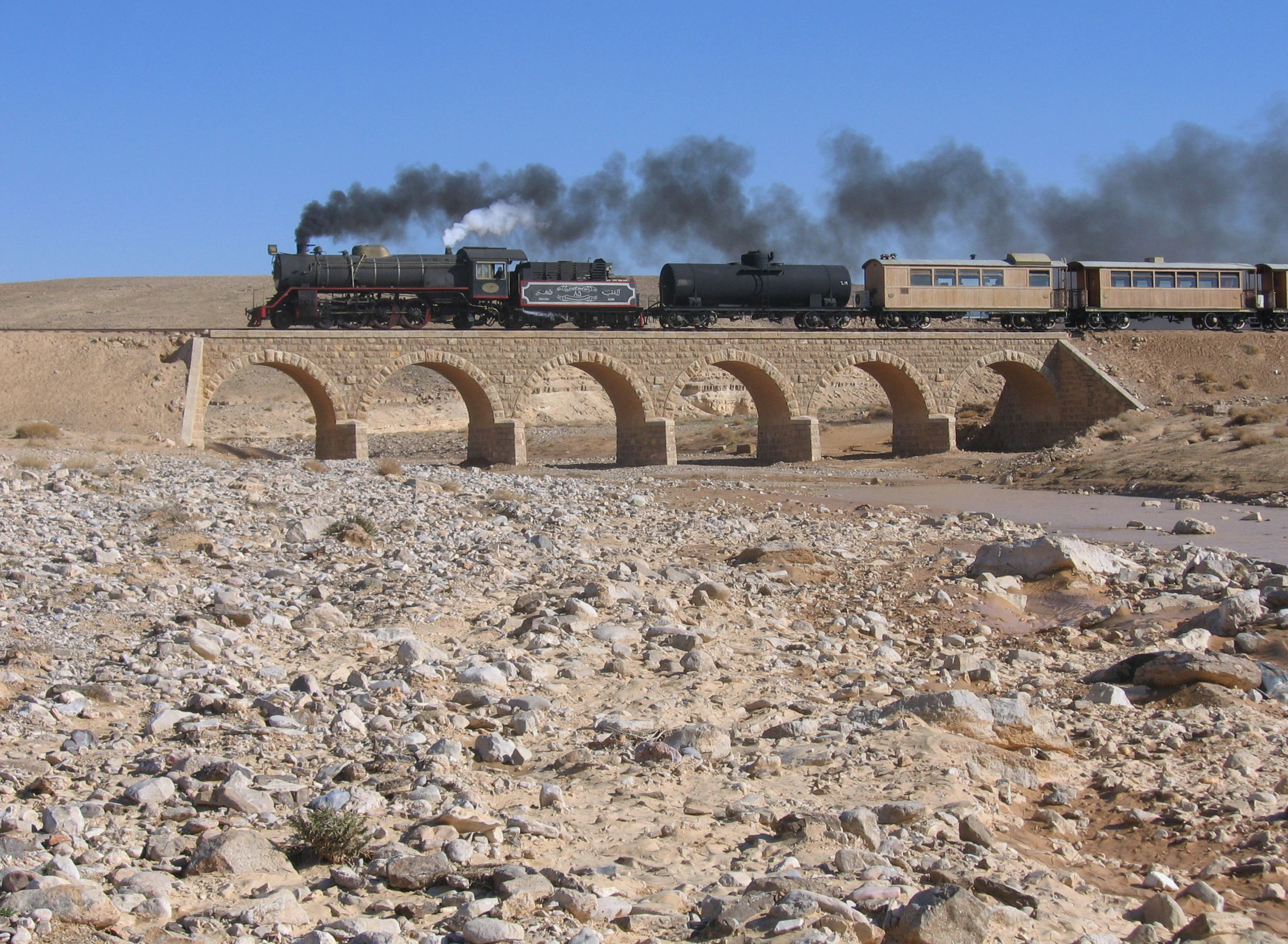
El ferrocarril del Hiyaz en 2007. La línea fue construida a inicios del y une Damasco con Amán, en Jordania.

Siria posee varios aeropuertos internacionales entre los que se destacan los de Damasco, Aleppo y Latakia.
- Transporte interurbano.
  - Existe una amplia red de autobuses que conecta todo el país, tanto pueblos como ciudades. Algunas de las compañías más conocidas son Pullman, Karnak y AlZeituni, aunque existen muchas otras. Los autobuses disponen de aire acondicionado y suelen ofrecer a sus pasajeros un refrigerio de forma gratuita.
  - Por otra parte, las principales ciudades están conectadas por la red de ferrocarril. Los nuevos trenes son cómodos, rápidos y disponen de servicio de cafetería, aunque vale la pena que el viajero se asegure del tipo de tren en que va a viajar antes de comprar el billete (los trenes antiguos son extremadamente lentos).

Tanto el transporte en autobús como en tren resulta bastante económico, incluso si se viaja en primera clase. Los billetes se suelen comprar en la propia estación (en el caso del tren, existen dos puntos de venta en Damasco: la estación de Hejaz y la de Khaddam). No existe información detallada en Internet, pero las compañías ofrecen información sobre precios y rutas en sus oficinas, situadas en la propia estación.
- Transporte urbano. Existen tres modalidades: el microbús, el taxi y el autobús.
  - El microbús transporta a hasta doce pasajeros por rutas predeterminadas y es extremadamente económico. El precio del trayecto (unas 10 libras sirias, aproximadamente) no se abona directamente al conductor, sino que se entrega el dinero al pasajero que se encuentra delante, y este lo pasará de nuevo hasta que llegue al conductor. El punto de comienzo y de finalización de cada ruta se anuncia en árabe, en la parte superior del vehículo.
  - El taxi es bastante económico comparado con países europeos. Se paga según lo que marca el contador, aunque es aconsejable dar una pequeña propina.
  - Finalmente, los autobuses urbanos (modernos y cómodos) no están disponibles en todas las rutas, aunque circulan por el centro de las grandes ciudades. Para abonar el importe del viaje, no se paga directamente al conductor, se deben comprar abonos de viaje en los puntos de venta (normalmente junto a la primera o última parada del recorrido). En el futuro se espera que este medio de transporte, menos contaminante, sustituya en parte a los demás.

## Demografía

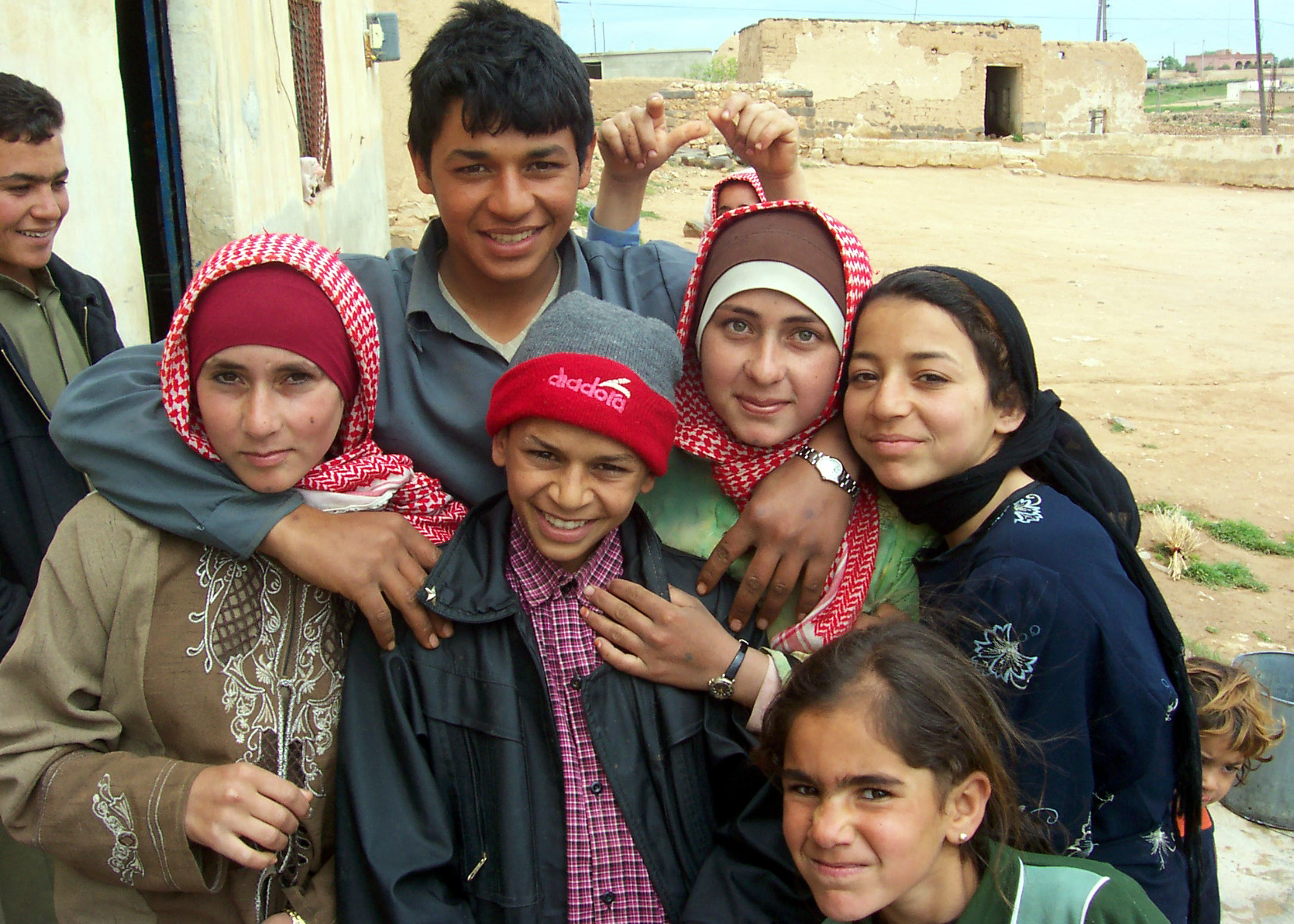
Jóvenes beduinos en Alepo

En 2024, la población de Siria fue de 23 800 040 habitantes y una densidad de 128 hab/km², que se concentraba en su mayoría en territorios del oeste del país. Tras la caída de la dictadura, se estima que más de 200.000 refugiados sirios que abandonaron el país durante la Guerra Civil, han regresado al país.
La mayoría de la población es de origen árabe (90,3 %), siendo la población kurda el segundo grupo étnico más importante (4,5%). El resto de población pertenecen a otras etnias como los armenios, griegos, asirios o turcos (turcomanos).
La población se concentra en tres zonas geográficas: la franja litoral y sus relieves próximos, a lo largo del curso del río Éufrates y en la frontera norte con Turquía. El 57,41 % de los sirios vivían en 2023 en núcleos urbanos. El crecimiento del sector industrial y el éxodo rural han comportado un rápido desarrollo de las ciudades.
La ciudad más poblada del país es Alepo, en el noroeste del país, con 4,7 millones de habitantes, seguida de la capital Damasco, con 4,5 millones, situada en la vertiente oriental de las montañas del Antilíbano. Le siguen en importancia Homs y Hama, a orillas del río Orontes; e Idlib, Latakia y Tartús, estas dos últimas en la costa mediterránea.
Aunque se ha moderado, la pirámide poblacional siria aún evidencia una estructura joven: el 38,6 % de los habitantes es menor de 15 años. Este fenómeno se debe a una fecundidad de 3,32 hijos por mujer, que situaba el crecimiento anual de la población sobre el 2,4 % (antes del 2021). Si este comportamiento demográfico hubiera persistido, Siria hubiera duplicado el número total de sus habitantes en menos de treinta años. Sin embargo, actualmente (2023) se cuenta con un crecimiento poblacional anual de 4,9 %.

### Sanidad
La esperanza de vida en 2022, fue de 72 años. El agua del grifo está con cloro y es potable (en las poblaciones alejadas de las ciudades principales puede estar contaminada). Se recomienda beber agua embotellada durante los primeros días de estancia.
Hay riesgo de paludismo (también llamado malaria), y la enfermedad que se da al norte del país es la leishmaniasis. También, secundariamente, se da el tifus, fiebre reincidente, fiebre hemorrágica de Crimea-Congo, filariasis, fiebre tifoidea, y hepatitis A y B.

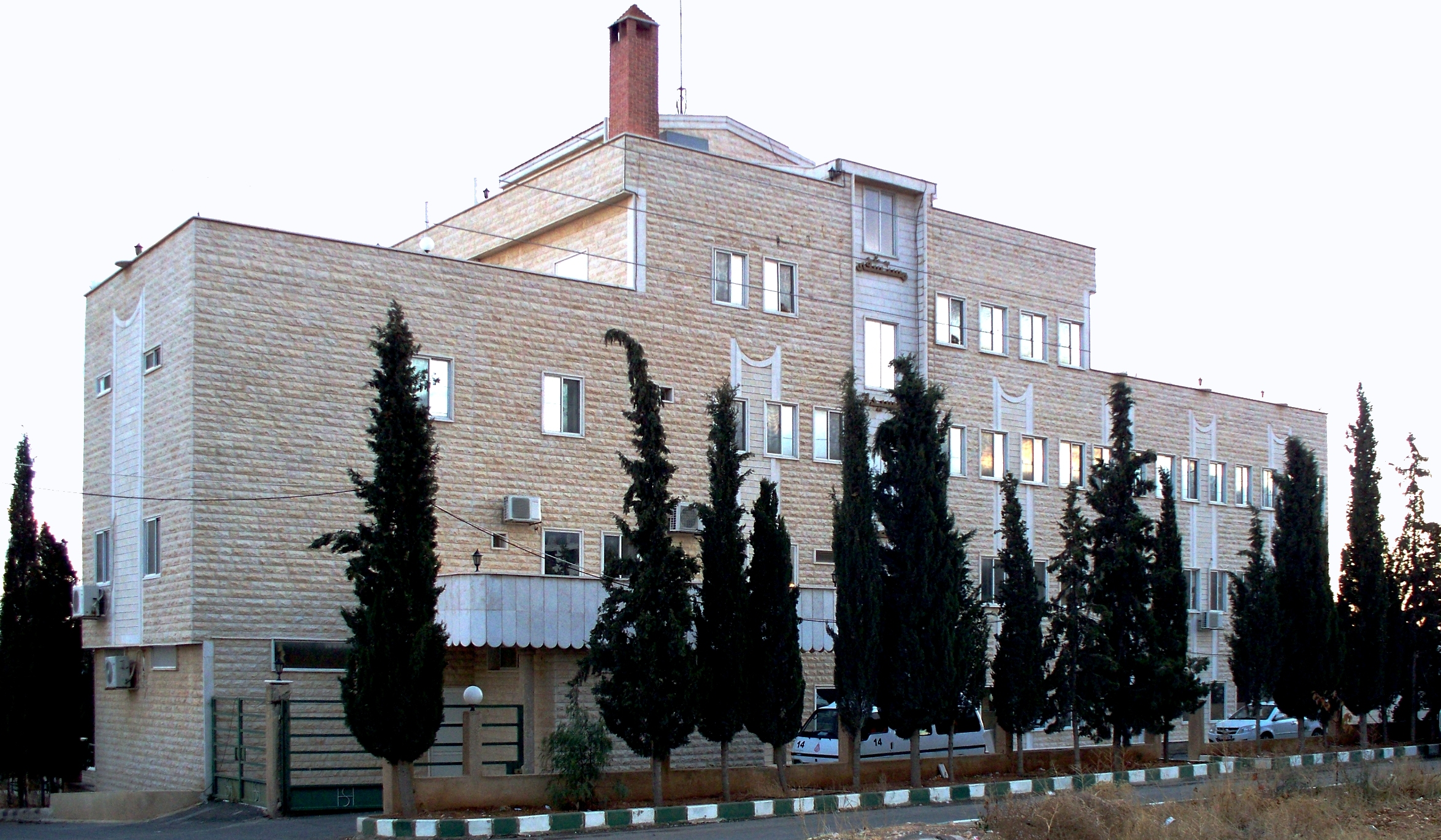
Un Hospital en Sednaya, Siria

Las enfermedades cardiovasculares fueron la causa de más muertes y discapacidades en la Siria anterior a la guerra. Sin embargo, el conflicto y el terrorismo fueron la primera causa de muerte y discapacidad en 2017. Siria consiguió reducir el porcentaje de AVAD perdidos por enfermedades transmisibles, maternas, neonatales y nutricionales de alrededor del 40% de todos los AVAD perdidos en 1990 a aproximadamente el 17% en 2010. Este porcentaje se redujo aún más a alrededor del 7% en 2017, pero eso se debió principalmente al aumento de los AVAD perdidos por la guerra civil del país.
En 2019, la tasa de mortalidad infantil en Siria se situó en 17,9, una cifra superior a la de antes de la guerra, pero inferior a la media mundial de 28,2. Mientras que la tasa de mortalidad de menores de 5 años era de 21,5 muertes, también inferior a la media mundial de 37,7. En 2009, los recién nacidos con bajo peso representaban el 10% de todos los nacimientos.
Dado que la mayoría de los partos antes de la guerra eran atendidos por personal sanitario cualificado (96,2%), la tasa de mortalidad materna era tan baja como 26 muertes maternas por cada 100.000 nacidos vivos en 2009, cuando la media mundial era de 257. Durante la guerra, más mujeres embarazadas no recibieron atención materna adecuada por motivos de seguridad, accesibilidad y económicos. Las cifras aumentaron drásticamente después de la guerra, llegando a 31 muertes maternas en 2017.
En 2017, la tasa de prevalencia de obesidad en adultos era del 27,8, y en 2009 el 10% de los niños menores de 5 años eran obesos. En 2016, Siria ocupaba el puesto 35 en la lista de países por índice de masa corporal, según los datos de la Organización Mundial de la Salud sobre Prevalencia de la Obesidad, publicados en 2017.

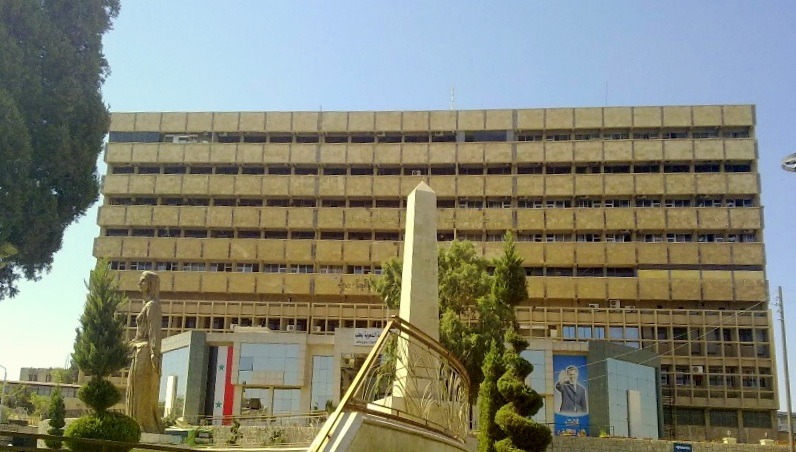
Centro Universitario de Cirugía Cardiovascular de Alepo

En 2015, el 95,7% de la población tenía acceso a saneamiento y el 90,1% de la población tenía acceso a agua potable, aunque la contaminación del agua supone una amenaza para la disponibilidad de agua potable y saneamiento, ya que los análisis de muestras de agua para amoníaco, sólidos en suspensión y DBO en el río Quweiq de Alepo y en la parte baja del Orontes superaban los límites permitidos. [En la región costera, los pozos utilizados para beber están contaminados con altas concentraciones de nitratos y amoníaco debido a los vertidos de aguas residuales y al uso de fertilizantes, así como a la intrusión de agua de mar en los acuíferos de agua dulce subterránea.
La popularidad del tabaco en Siria no deja de aumentar entre los sirios, principalmente en forma de cigarrillos o narguiles. Los sirios gastan colectivamente unos 600 millones de dólares al año en el consumo de tabaco. En 2010, el 20% de las mujeres y el 60% de los hombres fuman y el 98% de la población en general está afectada por el tabaquismo pasivo. A pesar de que se supone que el tabaquismo, en concreto el narguile, está arraigado en la cultura siria, este fenómeno no se ha generalizado hasta hace poco.
A pesar de ello, en Siria se ha prohibido fumar en el interior de cafés (hookah bars), restaurantes y otros espacios públicos mediante un decreto presidencial promulgado el 12 de octubre de 2009 que entró en vigor el 21 de abril de 2010. Siria fue el primer país árabe en introducir tal prohibición. El decreto también prohíbe fumar en escuelas, universidades, centros de salud, polideportivos, cines y teatros y en el transporte público. Las restricciones incluyen el narguile. Según la Agencia de Noticias Árabe Siria, las multas por infringir la prohibición oscilan entre 500 y 100.000 libras sirias (entre 11 y 2.169 dólares).
Los menores de 18 años no pueden comprar tabaco en Siria.
El sistema sanitario de Siria es responsabilidad del Ministerio de Sanidad. El sistema está relativamente descentralizado y se centra en ofrecer asistencia sanitaria primaria en tres niveles: aldea, distrito y provincia. Según la Organización Mundial de la Salud (OMS), en 1990 Siria contaba con 41 hospitales generales (33 públicos, 8 privados), 152 hospitales especializados (16 públicos, 136 privados), 391 centros de salud rurales, 151 centros de salud urbanos, 79 unidades de salud rurales y 49 centros de salud especializados; el número total de camas hospitalarias era de 13.164 (77% públicas, 23% privadas), es decir, 11 camas por cada 10.000 habitantes. Según los informes, el número de camas de los hospitales públicos disminuyó entre 1995 y 2001, mientras que la población experimentó un aumento del 18%, pero la apertura de nuevos hospitales en 2002 hizo que el número de camas hospitalarias se duplicara.

### Educación

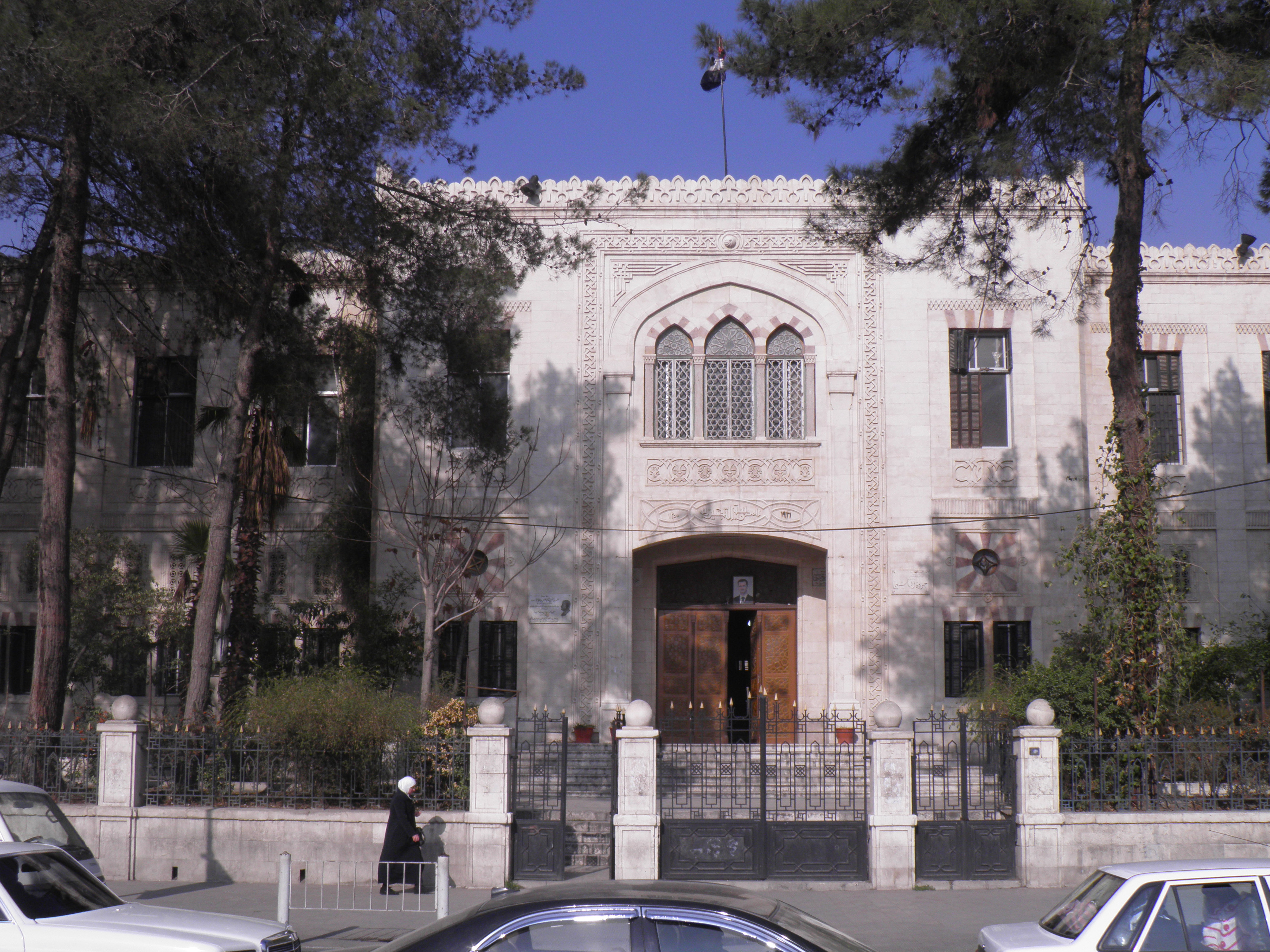
Escuela Jawdat al-Hashimi en Damasco

La educación preescolar en Siria es para los niños de tres años de edad y dura tres años. Es gratuita y no obligatoria.
Al cumplir los seis años de edad se ingresa en la educación primaria. Esta etapa dura seis años. Cuando se termina, se obtiene el certificado de educación primaria, si se ha aprobado.
Después, la sigue la educación intermedia, que dura tres años, y cuando se termina aprobada, el alumno consigue el diploma de educación intermedia, dependiendo del tipo de educación intermedia que se haya elegido (educación general o religiosa).
El siguiente paso es la educación secundaria general y dura tres años. Durante el primer año tiene un contenido general para todos los alumnos; y al continuar con el segundo año se pueden escoger dos materias: ciencias, o letras; aunque también hay secundarias técnicas.

### Religión

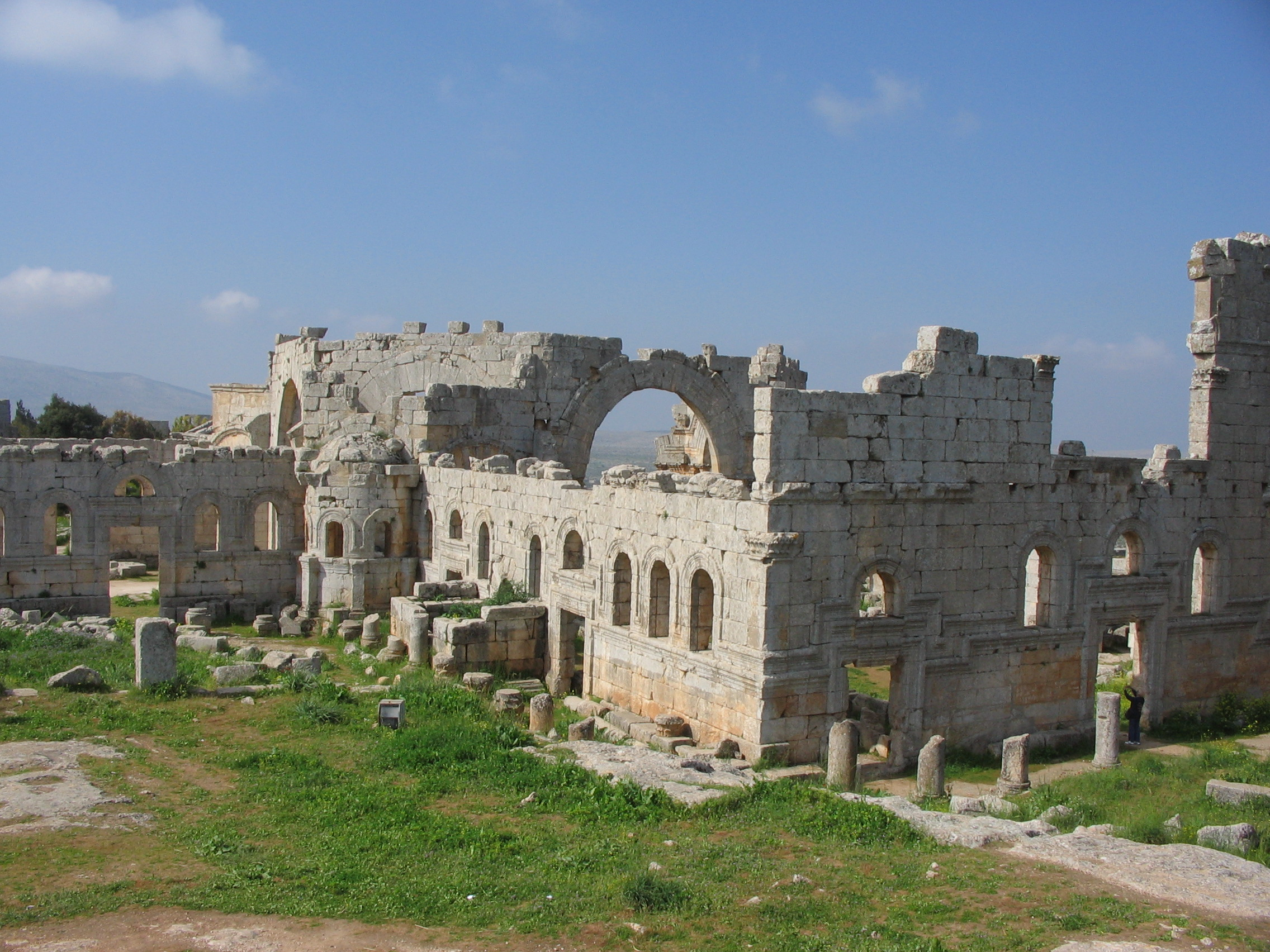
Iglesia de San Simeon

La religión islámica es predominante en Siria, representando el 87% de sus ciudadanos: los musulmanes obedecen principalmente a la ortodoxia suní (74% de los sirios), aunque también hay alawitas, chiíes, drusos e ismailitas (16% de la población). El cristianismo, en sus diferentes confesiones (ortodoxos, siríacos, maronitas, católicos de rito armenio, etc.), se circunscribe a las provincias periféricas y a algunos barrios urbanos, representando el 10% de la población siria.
Además, cabe acotar que, a diferencia de otras naciones del Oriente Próximo, en Siria se respeta la libertad de culto, por lo tanto no hay enfrentamientos ni parcialismo entre cristianos y musulmanes, incluso, las mujeres pueden transitar libremente por las calles, careciendo de cualquier tipo de velo islámico. Las fiestas cristianas del nacimiento de Jesús, 25 de diciembre, así como Viernes Santo y Domingo de Resurrección se celebran en todo el país como días de fiesta nacional.

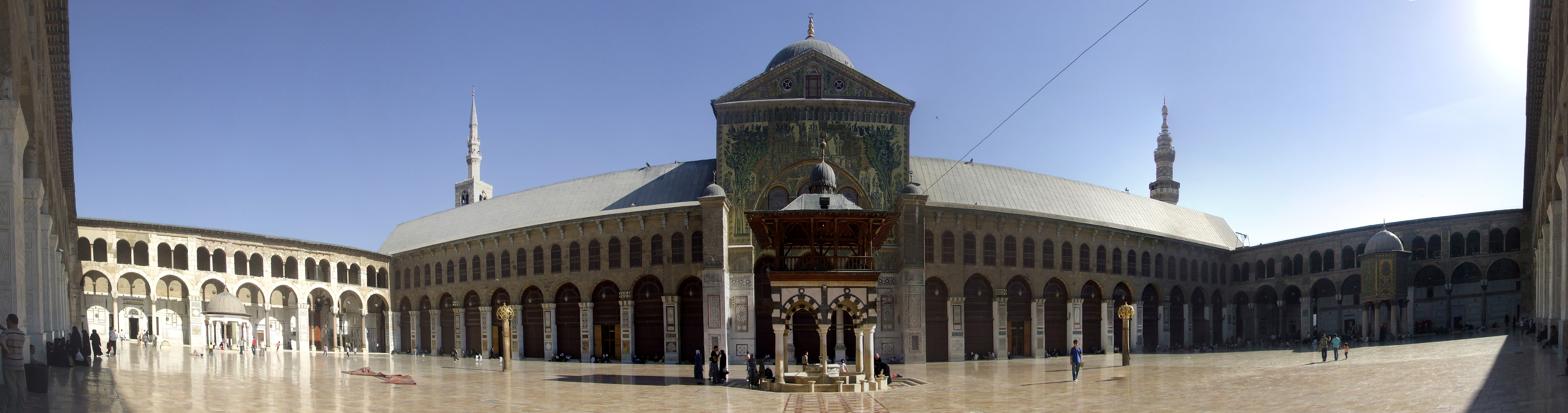
Sahn (patio) de la mezquita de los Omeyas en Damasco, uno de los lugares sagrados del islam.

### Idiomas
El idioma oficial y predominante es el árabe. En la parte nororiental de Siria es dominante el kurdo. En Alepo hay grupos que también hablan el armenio. También hablan el idioma turcomano los turcomanos que se establecieron en tiempos del Imperio otomano, y siguen asentados allí en la actualidad. El idioma azerí es hablado por pequeños grupos en Homs y Hama; este idioma se creía extinguido junto con algunas lenguas modernas como el lomavren, y el mlashö. También se habla en Siria el circasiano. Además, no es muy difícil encontrar hablantes de español, especialmente en las zonas del sur del país, desde donde ha habido bastante emigración hacia países de Hispanoamérica y, en menor medida, España. El inglés y el francés están muy extendidos en el comercio y el ámbito cultural.

## Cultura

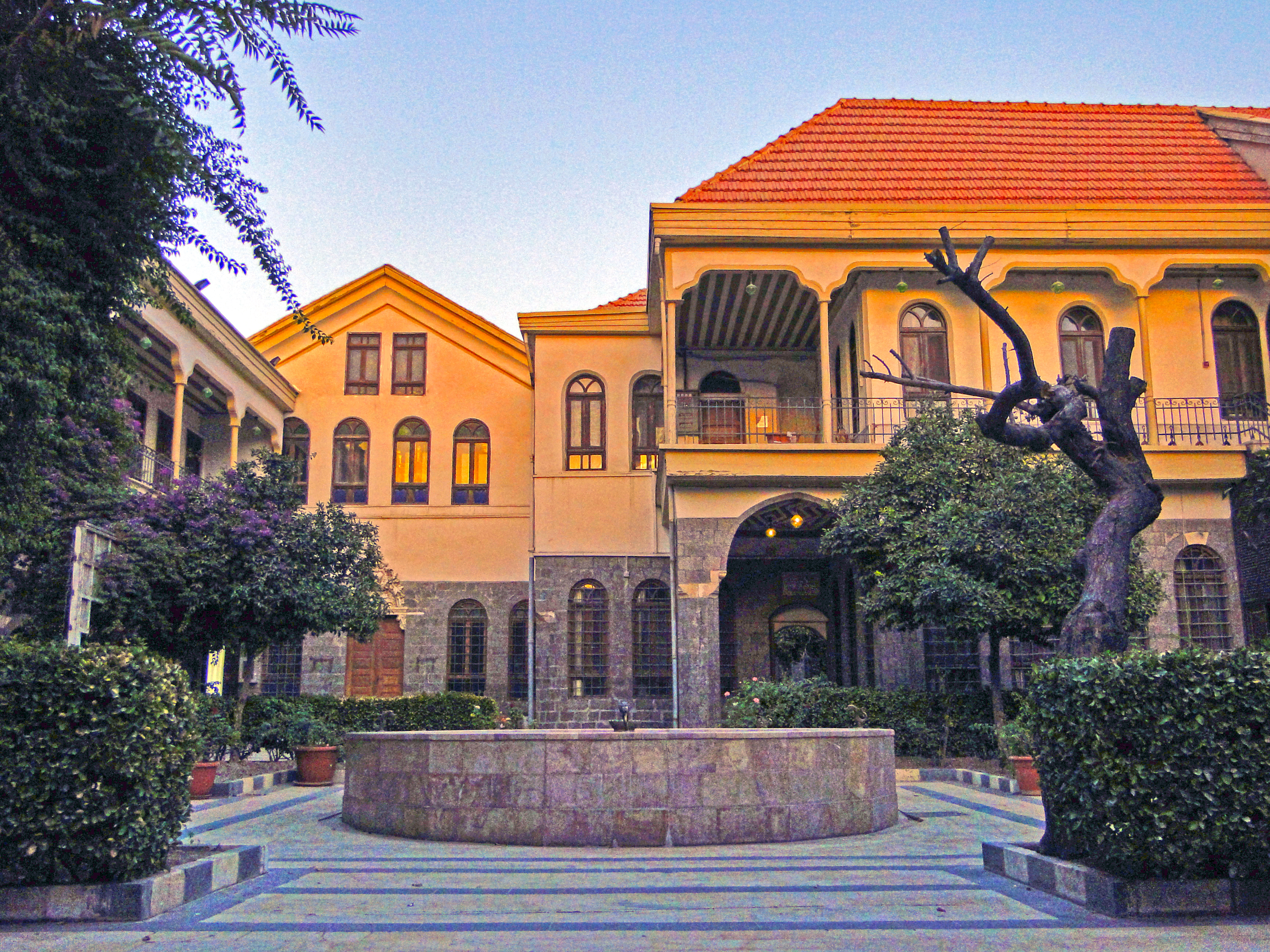
Maktab Anbar alberga una biblioteca y sala de exposiciones, un museo y un taller de artesanía

Los arqueólogos han descubierto escrituras y evidencias de una cultura que rivalizaba con la de Mesopotamia y de Egipto en la antigua ciudad de Ebla.

### Literatura
Los sirios contribuyeron notablemente al desarrollo de la literatura árabe, sobre todo de la poesía. Los escritores sirios del siglo XIX, muchos de los cuales emigraron más tarde a Egipto, contribuyeron decisivamente a la revitalización de la cultura árabe durante el movimiento Nahda (preludio del periodo renacentista en Europa). En la época del movimiento Nahda, Alepo se convirtió en un importante centro literario y filosófico del Imperio Otomano, con numerosos pensadores y escritores que se ocuparon del futuro de los árabes.
Son conocidos los escritores y poetas sirios de la familia melquita Marrash de Alepo, el padre Fathallah Marrash, sus hijos Fransis Marrash, Abdallah Marrash y su hija Marjana Marrash.
Influido por las ideas de Jean-Jacques Rousseau, entre otros, Fransis Marrasch publicó en 1865 su novela alegórica Ġābat al-ḥaqq fī tafṣīl al-aḫlāq al-fāḍilah (El bosque de la verdad o El bosque de la justicia) sobre las condiciones necesarias para el establecimiento y mantenimiento de la civilización y la libertad. En esta obra, Marrasch expresó sus ideas de reforma política y social. Ġābat al-ḥaqq fī tafṣīl al-aḫlāq al-fāḍilah es considerada por algunos la primera novela árabe moderna. La novela influyó en muchos escritores de los siglos XIX y XX, especialmente en Khalil Gibran, importante filósofo, pintor, poeta y escritor árabe.
Marjana Marrasch fue la primera mujer siria que publicó una colección de poemas de Bint fikr en 1893. Es muy probable que fuera la primera mujer siria que escribió artículos en la prensa árabe.
Entre los escritores sirios más conocidos del siglo XX y que más han contribuido a la cultura árabe general se encuentran el dramaturgo Saadallah Wannous, el poeta y letrista Ali Ahmad Said (seudónimo de Adonis), Nizar Qabbani, la escritora Ghada al-Samman, la escritora Ulfat Idlibi, Hanna Mina y Zakaria Tamer.

### Música
La capital de Siria siempre ha sido uno de los centros de la música árabe, ya que hay una gran cantidad de artistas sirios como Sabah Fakhri, Nassif Zaitoun, George Wassouf, Asmahan, Lena Chamamyan, Mayada Henawi, Farid al-Atrash, Avraam Russo, etc, este último cantante a pesar de ser nacido en Siria, es una estrella de pop ruso, por lo que no es muy conocido en el mundo de la música árabe.

### Arquitectura

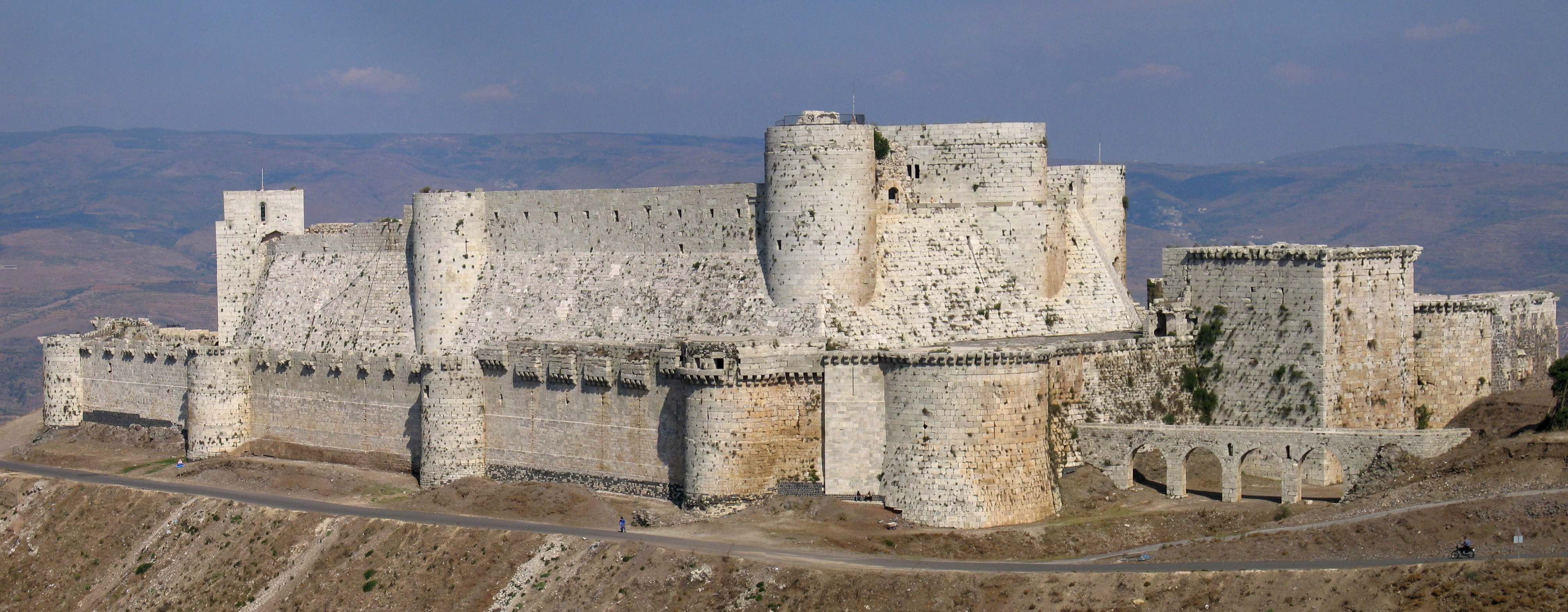
El Crac de los Caballeros, levantado entre los siglos y por los caballeros Hospitalarios

El Crac de los Caballeros, fue un castillo de los Hospitalarios, construido por los cruzados sobre un espolón del desierto sirio con el fin de proteger la ruta que unía la ciudad siria de Homs (bajo dominio musulmán) con Trípoli (Líbano), capital del condado del mismo nombre, en la costa del Mediterráneo. La fortaleza original había sido construida por el emir de Alepo.

### Gastronomía

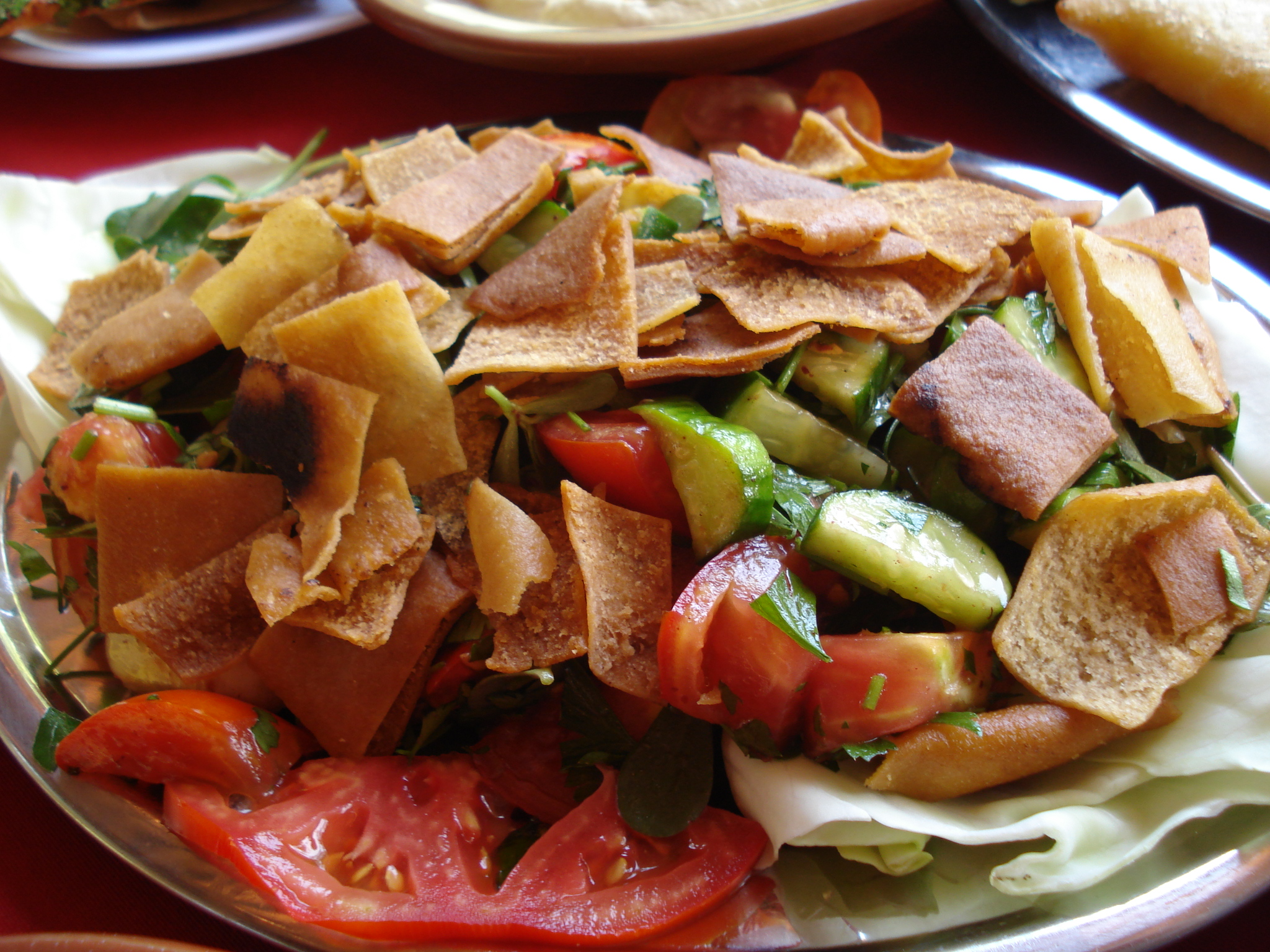
Fattoush, un ejemplo de cocina siria

Tradicionalmente, la comida empieza con un surtido de mezze, entrantes que hay antes del plato principal. Son muy típicas una especie de crema, acompañadas con hubz (pan árabe), entre ellas, el hummus (garbanzos y sésamo), el baba ganush (berenjena ahumada), y el refrescante keshek (yogur, pepino, menta, ajo, y aceite). Las ensaladas suelen acompañar a los platos principales. Se elaboran con tomate, lechuga, pepino, cebolla, apio, legumbres, y otras hortalizas.
El plato principal suele estar compuesto por carne o pescado. Los kebab (brochetas de carne que suelen ser de pollo o cordero, están cocinados en barbacoa. Otro plato es el kafta, que se prepara con carne picada de cordero, cebolla, y especias, cubierto con una ensalada de perejil. También, podemos encontrar el ruz dyay (arroz con pollo) o lahme (carne). El arroz se cocina con especies aromáticas, y encima se colocan trozos de pollo con almendras, y piñones tostados.
La comida suele finalizar con fruta fresca. También son muy característicos los pastelillos. El mahlabiyye, con esencia de azahar, almendras, y pistachos. También dulces de queso, que se hacen con queso dulce y fibroso con ashta (nata cuajada que se saca de la leche hirviendo).
Las bebidas básicas de la población son el té, el café árabe, y turco (qahwe), que nunca se toman con leche.

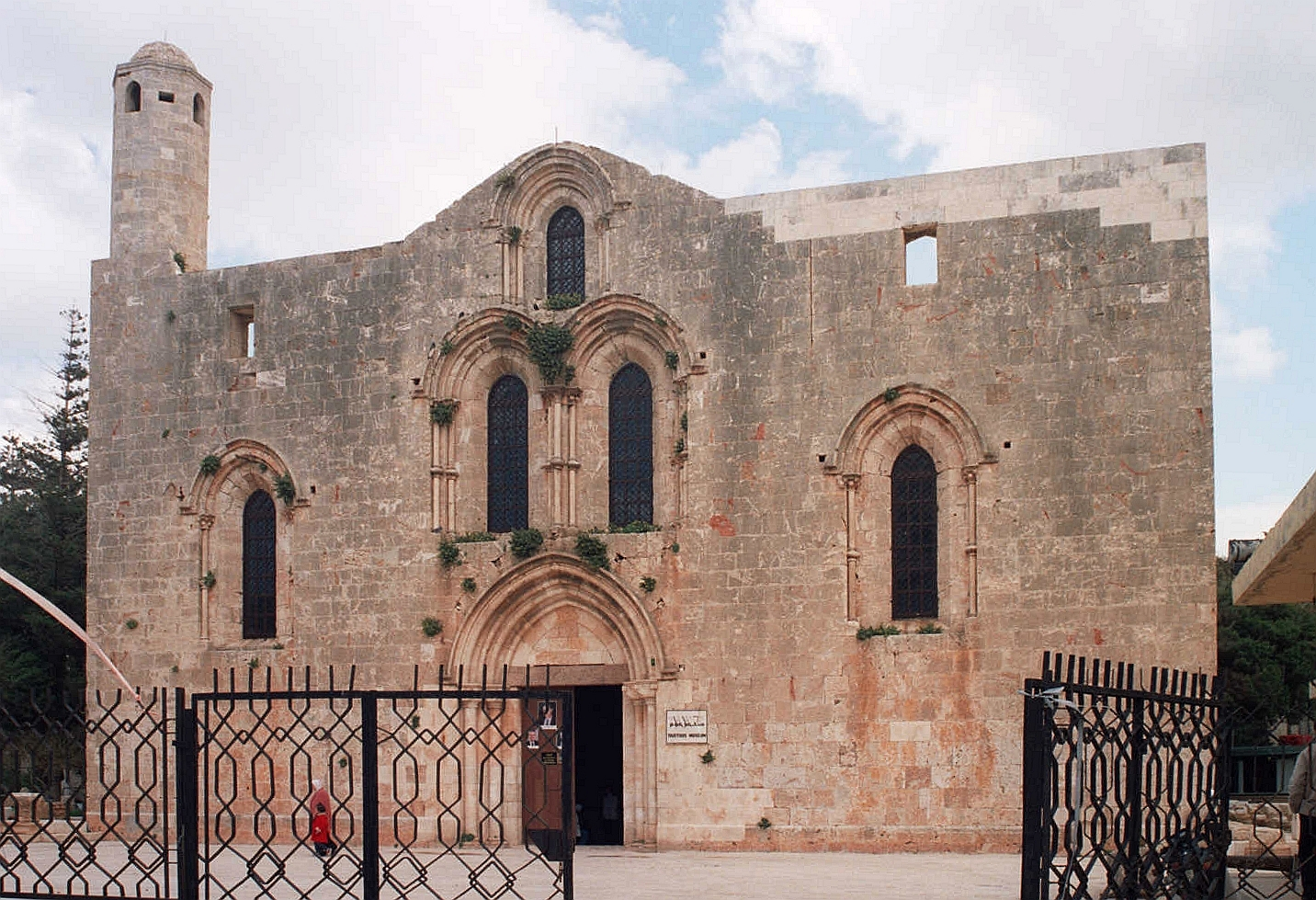
Catedral de Nuestra Señora de Tortosa ahora un museo

### Arte
Debido a la influencia de los diferentes pueblos que han permanecido de forma más o menos estable en el territorio sirio, el arte del país se caracteriza por la presencia de distintas corrientes, a veces contradictorias, que otorgan a este arte una espectacular originalidad. Desde el Neolítico aparecen dos tendencias opuestas. La primera se refiere a una serie de manifestaciones de carácter autóctono (la escultura en madera y el altorrelieve). La segunda es aquella que mantiene más parecido con las tendencias de las civilizaciones vecinas, como por ejemplo la escultura zoomorfa, hierática pero majestuosa de Atsana, que han hecho dudar de la originalidad del arte sirio.

### Fiestas nacionales
| Fecha                                                | Nombre                        | Nombre local                                          | Detalles                                                                      |
| ---------------------------------------------------- | ----------------------------- | ----------------------------------------------------- | ----------------------------------------------------------------------------- |
| 1 de enero                                           | Año Nuevo                     | عيد راس السنة الميلادية ‘Īd Ra’s as-Sanät al-Mīlādīyä |                                                                               |
| 21 de marzo                                          | Día de la madre               | عيد الأم ‘Īd al-’Umm                                  |                                                                               |
| 17 de abril                                          | Día de la Independencia       | عيد الجلاء ‘Īd al-Ğalā’                               | Celebración del retiro de las últimas tropas de ocupación francesa            |
| variable                                             | Pascua gregoriana             | عيد الفصح غريغوري ‘Īd al-Fiṣḥ Ġrīġūrī                 | de acuerdo con el calendario gregoriano                                       |
| variable                                             | Pascua juliana                | عيد الفصح اليوليوسي ‘Īd al-Fiṣḥ al-Yūliyūsī           | de acuerdo con el calendario juliano                                          |
| 1 de mayo                                            | Día Internacional del Trabajo | عيد العمال ‘Īd al-‘Ummāl                              |                                                                               |
| 6 de mayo                                            | Día del mártir                | عيد الشهداء ‘Īd aš-Šuhadā                             | Aniversario de la ejecución de nacionalistas sirios en Damasco por los turcos |
| 6 de octubre                                         | Guerra de octubre             | حرب تشرين التحريرية Harb Teshreen Al-Tahririyyah      | Conmemoración de la guerra de Yom Kipur                                       |
| 25 de diciembre                                      | Navidad                       | عيد الميلاد المجيد ‘Īd al-Mīlād al-Mağīd              |                                                                               |
| Fechas que corresponden al Calendario lunar musulmán |                               |                                                       |                                                                               |
| 10 Du l-hiyya                                        | Eid ul-Adha                   | عيد الأضحى ‘Īd al-’Aḍḥà                               |                                                                               |
| 1 Shawwal                                            | Eid ul-Fitr                   | عيد الفطر ‘Īd al-Fiṭr                                 |                                                                               |
| 12 Rabi`-ul-Awwal                                    | Mawlid                        | المولد النبوي al-Maulid an-Nabawī                     | Nacimiento de Mahoma                                                          |

## Deporte
El nivel deportivo sirio es intermedio, pero los sirios destacan en algunos deportes. Entre los atletas sirios de mayor éxito se encuentra Ghada Chouaa, campeona olímpica (Juegos Olímpicos de Verano de Atlanta 1996) y campeona mundial (1995 en Gotemburgo) de heptatlón.

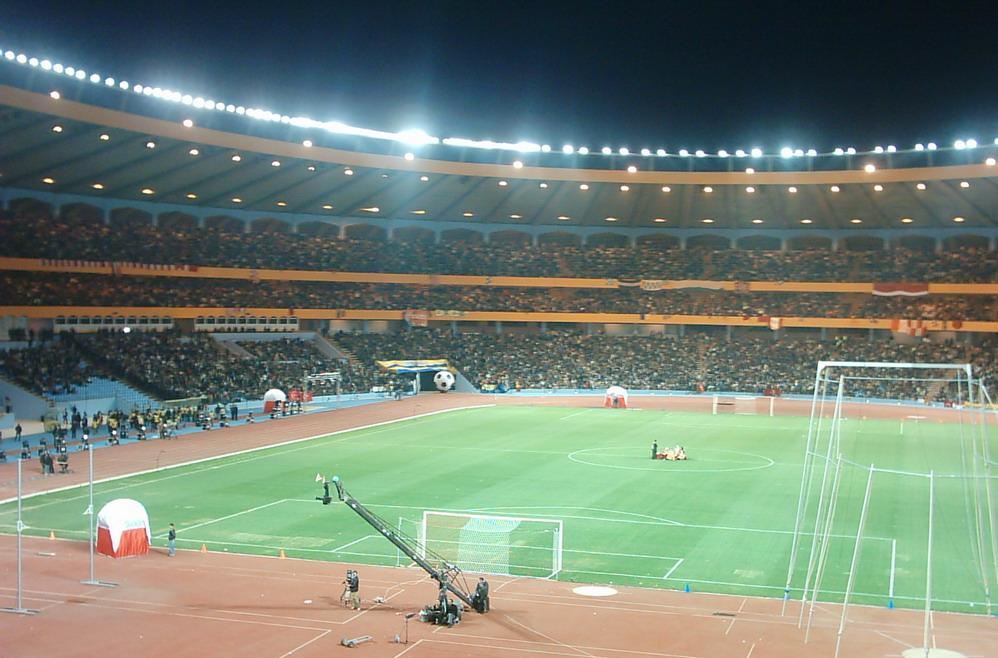
Estadio Internacional de Alepo

La vida deportiva siria está jalonada por su liga de fútbol semiprofesional, el Campeonato Sirio de Fútbol, así como por su copa, la Copa Siria de Fútbol y la Selección Siria de Fútbol. Sin embargo, el nivel del fútbol sirio sigue siendo considerado bajo.

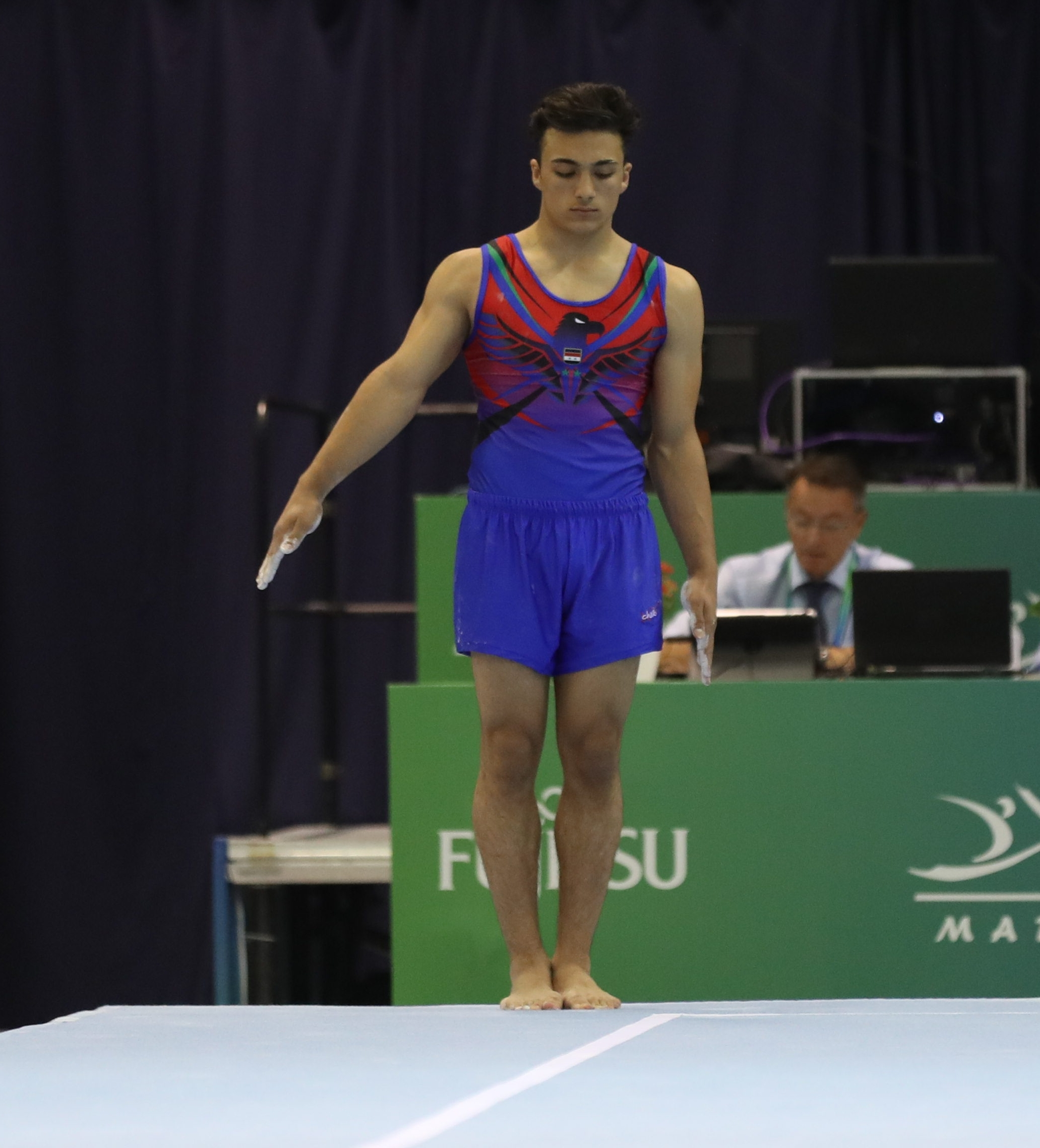
Lais Najjar Gimnasta sirio

El 27 de noviembre de 2004, el Al-Jaish ganó la Copa de la AFC 2004. El Al Jaish fue el primer club sirio en ganar un título continental, lo que hace aún más interesante el hecho de que el rival final fuera el Al Wahda, que enfrentó a dos clubes sirios en la final. Ambos partidos se disputaron en el estadio Abbasiyyin. Ambos clubes participaron en 2005 en la Liga de Campeones de la AFC.
En la Copa de Campeones de Clubes Árabes y en la Recopa Árabe, precursoras de la Liga de Campeones Árabe, fue el Al Jaish quien enarboló el estandarte del fútbol de clubes sirio: entre 1998 y 2000, se anotó dos finales en ambas competiciones.
En la Liga de Campeones asiática (AFC Champions League), el Al-Karamah logró el subcampeonato en 2006. En la final, el equipo fue desafortunadamente derrotado por el Jeonbuk Motors de Corea del Sur (2-0 en Corea, 2-1 en casa). En 2009, el Al-Karama llegó a la final de la Copa de la AFC, pero perdió 1-1 contra el Al-Kuwait. El Al-Ittihad ganó la Copa de la AFC de 2010 contra el Al-Qadsia para convertirse en el segundo equipo sirio en ganar el trofeo de la Copa de la AFC.
El baloncesto es el segundo deporte nacional en Siria. El nivel mejoró en la década de 2000, cuando se convirtió en deporte profesional. Siria cuenta con buenos equipos como Aljalaa, Alitihad, Aljaych y Alouahda.